# Lijst van biologen
Hieronder volgt een alfabetische lijst van biologen. Een bioloog is een wetenschapper die de biologie beoefent. Als academisch vak ontstond biologie pas in de tweede helft van de 19de eeuw. Voor die tijd noemen we personen die zich bezigheden met onder andere plant- en dierkunde, morfologie, anatomie, fysiologie, biogeografie en systematiek meestal natuuronderzoeker.

## A

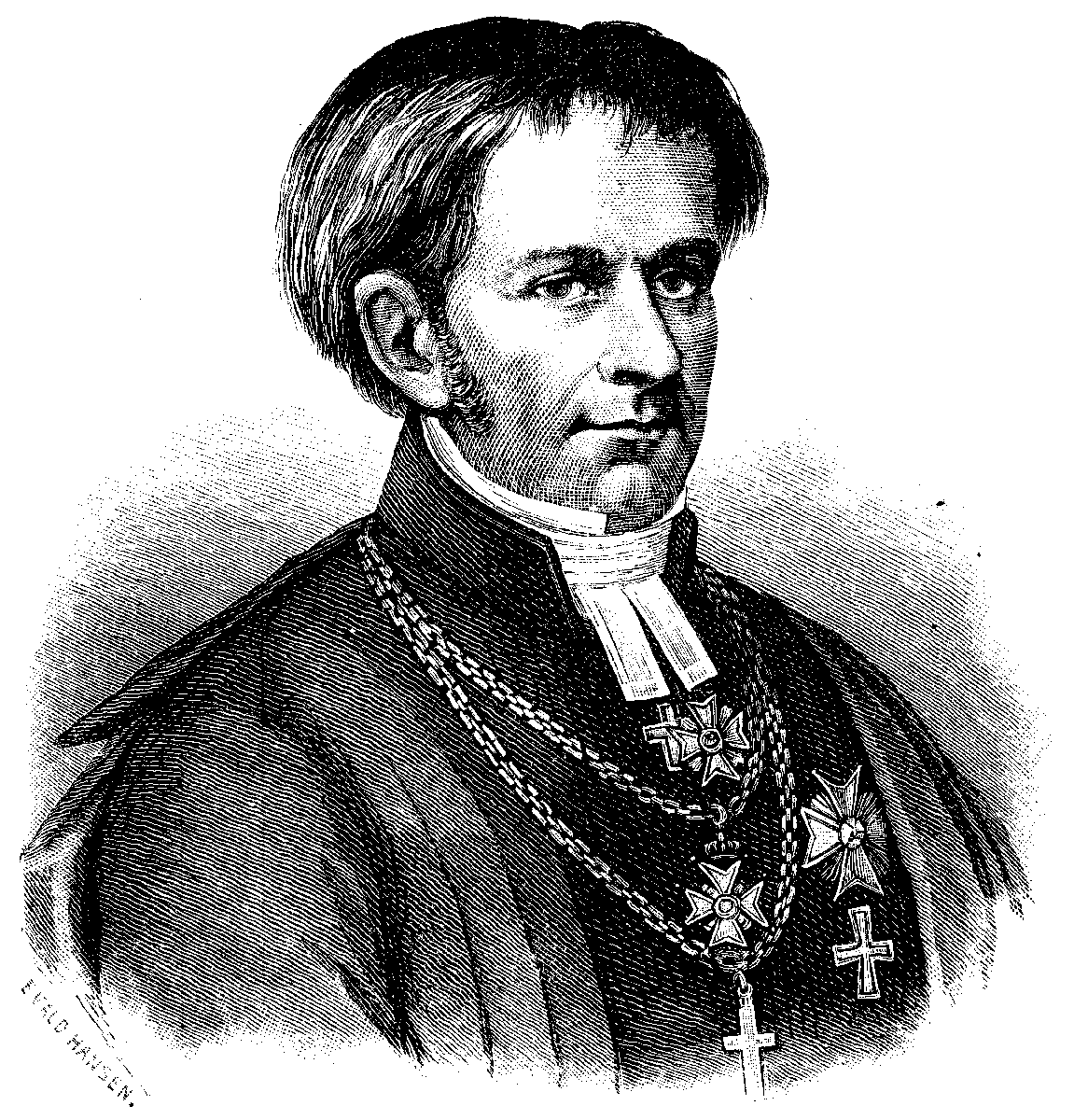
Carl Adolph Agardh

- Clarke Abel (1780-1826), Brits botanicus
- LeRoy Abrams (1874-1956), Amerikaans botanicus
- Edgar Douglas Adrian (1889-1977), Brits elektrofysioloog, kreeg in 1932 de Nobelprijs voor Fysiologie of Geneeskunde voor zijn onderzoek naar neuronen
- Marcus Adriani (1908-1995), Nederlands botanicus en natuurbeschermer
- Carl Adolph Agardh (1785-1859), Zweeds botanicus, fycoloog en bisschop van Karlstad
- Jacob Georg Agardh (1813-1901), Zweeds botanicus
- Louis Agassiz (1807-1873), Zwitsers-Amerikaans zoöloog en geoloog
- Michael Gottlieb Agnethler (1719-1752), Roemeens botanicus, werkzaam aan Duitse universiteiten
- Cornelis van Alderwerelt van Rosenburgh (1863-1936), Nederlands pteridoloog
- Frank Almeda (1946), Amerikaans botanicus, gespecialiseerd in de plantenfamilie Melastomataceae
- Arne Anderberg (1954), Zweeds botanicus
- Édouard-François André (1840-1911), Frans landschapsarchitect en botanicus, publiceerde over bromelia's
- Kees van den Anker (1931-1982), Nederlands botanicus en politicus
- Mary Anning (1799-1847), Engels fossielenjager en paleontoloog
- André Aptroot (1961), Nederlands lichenoloog
- Adolphe d'Archiac (1802-1868), Frans geoloog en paleontoloog
- Aristoteles (384-322 v.Chr.), Atheens filosoof, grondlegger van de klassieke natuurfilosofie
- William Ashmead (1855-1908), Amerikaans entomoloog
- John James Audubon (1785-1851), Amerikaans natuuronderzoeker

## B

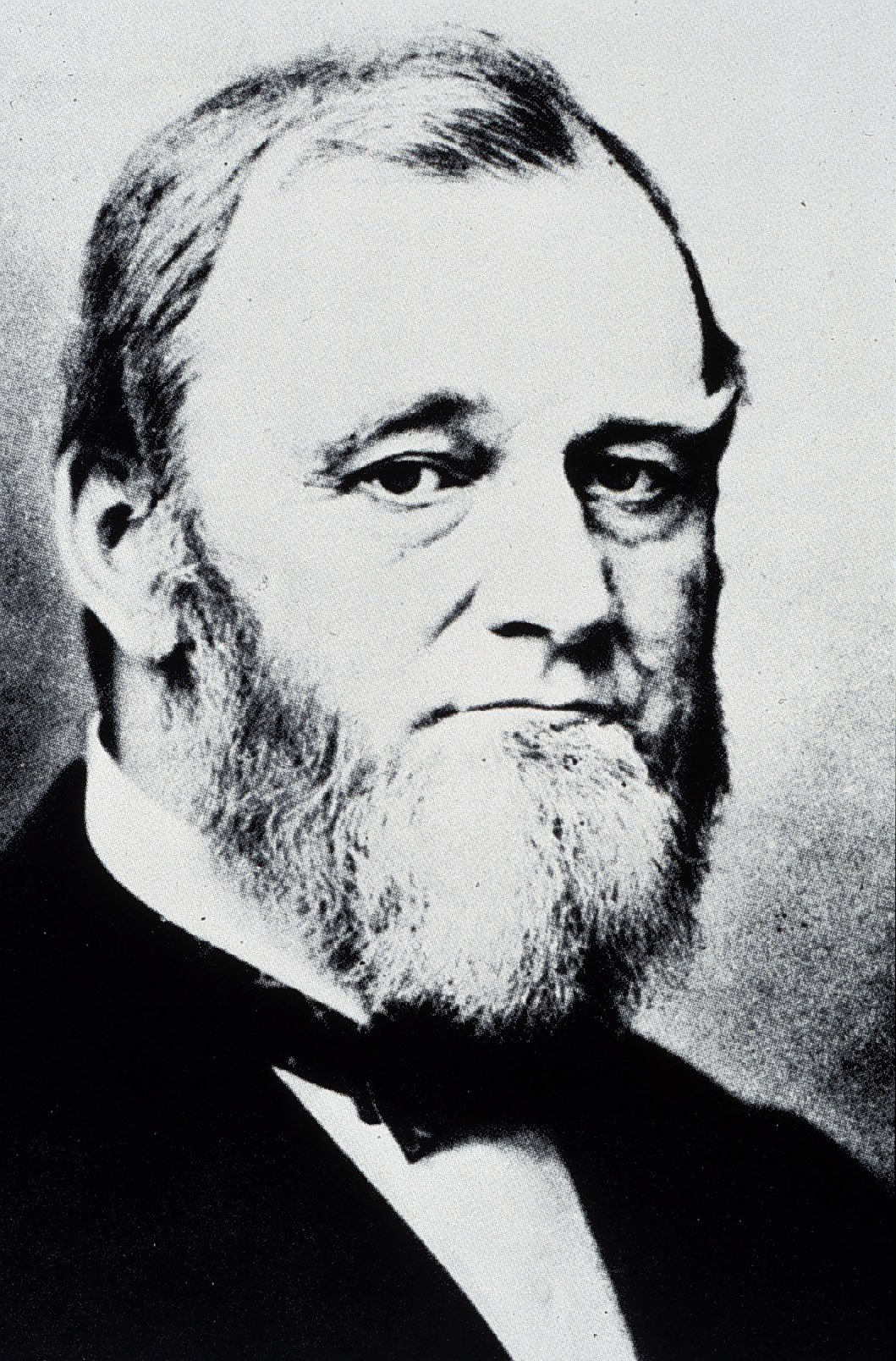
Spencer Fullerton Baird

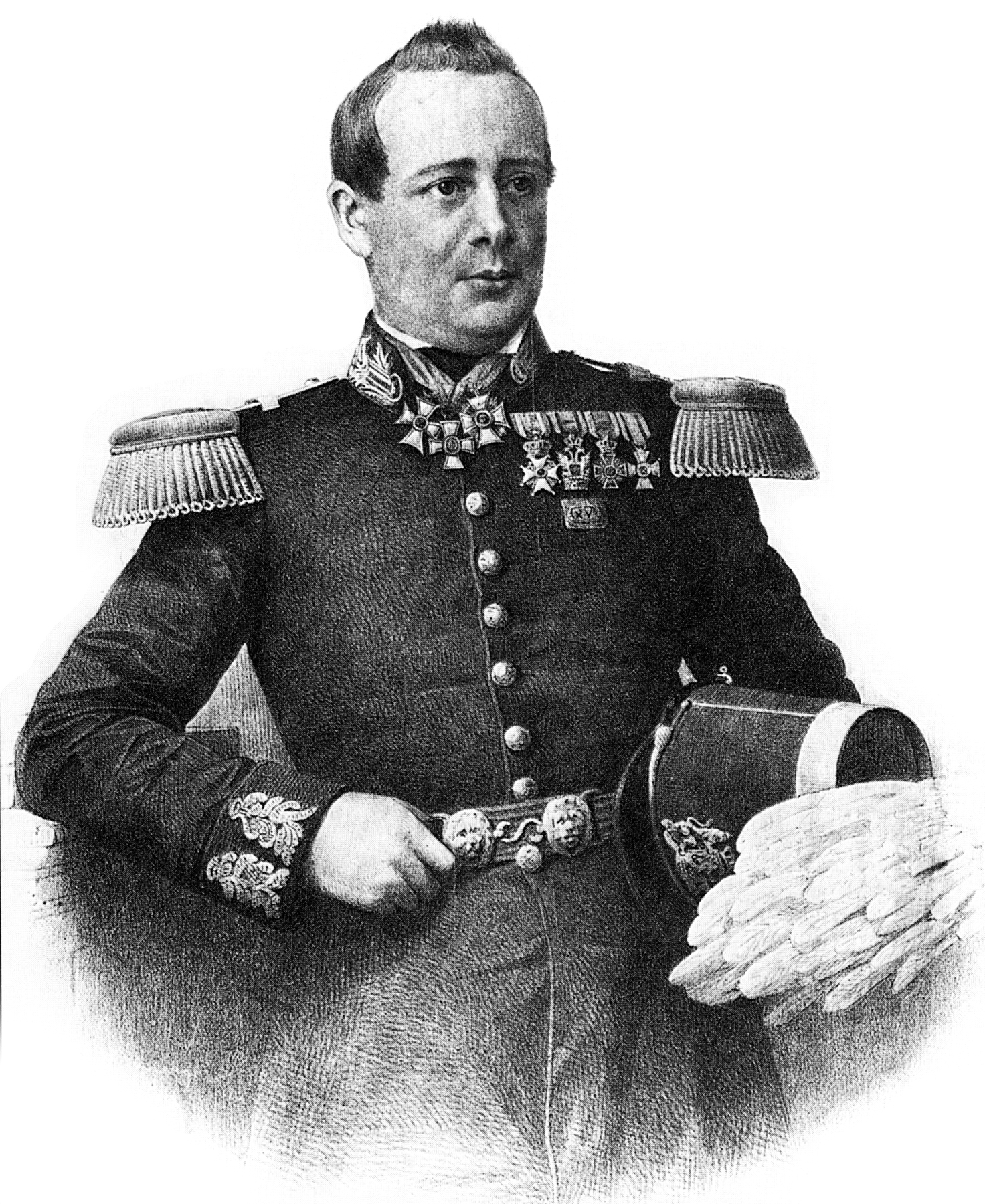
Pieter Bleeker

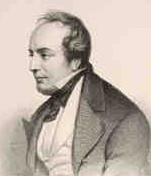
Karel Lucien Bonaparte

- Pieter Baas (1944-2024), Nederlands botanicus, hoogleraar in Leiden
- Lourens Baas Becking (1895-1963), Nederlands botanicus en microbioloog
- Cornelis Andries Backer (1874-1963), Nederlands botanicus (taxonoom)
- Gerard Baerends (1916-1999), Nederlands etholoog en ecoloog
- Henri Ernest Baillon (1827-1895), Frans botanicus
- Spencer Fullerton Baird (1823-1887), Amerikaans ornitholoog en ichtyoloog
- William Baker (1972), Brits botanicus die is gespecialiseerd in palmen
- Kees Bakker (1931-2010), Nederlands zoöloog en hoogleraar dierenoecologie te Leiden 1970-2010
- Isaac Balfour (1853-1922), Brits botanicus
- Michael Balick (1951), Amerikaans etnobotanicus
- Joseph Banks (1743-1820), Engels botanicus en natuuronderzoeker
- Robert Bárány (1876-1936), Oostenrijks arts, kreeg in 1914 de Nobelprijs voor de Fysiologie of Geneeskunde
- Alicia Bárcena (1952), Mexicaans biologe, VN-functionaris, Minister van Buitenlandse Zaken van Mexico
- Jan Barkman (1922-1990), Nederlands vegetatiekundige, hoogleraar
- Spencer Barrett (1948), Canadees botanicus
- Fred Barrie (1948), Amerikaans botanicus
- Wilhelm Barthlott (1946), Duits botanicus, beschreef het lotuseffect
- Job Baster (1711-1775), Nederlands arts en natuuronderzoeker
- Richard Bateman (1958), Brits botanicus
- Henry Walter Bates (1825-1892), Engels bioloog
- Ferdinand Bauer (1760-1826), Oostenrijks botanisch en zoölogisch illustrator
- Turhan Baytop (1920-2002), Turks botanicus
- Odoardo Beccari (1843-1920), Italiaanse botanicus
- Johann Matthäus Bechstein (1757-1822), Duitse ornitholoog en natuuronderzoeker
- Wim Beeftink (1926-2014), Nederlands botanicus
- Henk Beentje (1951), Nederlands botanicus
- Martinus Beijerinck (1851–1931), microbioloog,  hoogleraar in Delft en een van de grondleggers van de microbiologie in Nederland
- Willem Beijerinck (1891-1960), botanicus en vegetatiekundige
- George Bentham (1800-1884), Engels botanicus
- Tera van Benthem Jutting (1899-1991), Nederlands malacoloog
- Robert Bentley (1821-1893), Engels medicus en botanicus
- Christine Berkhout (1893–1932), Nederlands mycoloog
- Claude Bernard (1813-1878), Frans fysioloog en bedenker van het concept van de homeostase
- Johan Bierens de Haan (1883-1953), Nederlands bioloog en etholoog
- John Birks (1945), Brits botanicus
- Hans Bischoff (1889-1960), Duits entomoloog
- Ton Bisseling (1952), Nederlands botanicus, moleculair bioloog
- Stephen Blackmore (1952), Brits botanicus, sinds 1999 'regius keeper' (directeur) van de Royal Botanic Garden Edinburgh
- Henri Marie Ducrotay de Blainville (1777-1850), Frans zoöloog
- Francisco Blanco (1778–1845), Spaans pater Augustijn en botanicus
- Steven Blankaart (1650-1704), Nederlands medicus, natuurkundige en entomoloog
- Johann Heinrich Blasius (1809-1870), Duits bioloog
- Pieter Bleeker (1819-1878), Nederlands ichtyoloog
- Carl Blume (1796–1862), Duits-Nederlands botanicus; beschrijver van de flora van Indonesië
- Axel Gudbrand Blytt (1843-1898), Noors (paleo)botanicus
- Pieter Boddaert (1730-1795), Nederlands arts en natuuronderzoeker
- Ronald Boender (1939), Amerikaans bioloog, oprichter van Butterfly World (Florida) en Passiflora Society International
- Herman Boerhaave (1668-1739), Nederlands arts, anatoom, natuuronderzoeker, botanicus en scheikundige
- Friedrich Boie (1789-1870), Duits entomoloog, herpetoloog, ornitholoog en jurist
- Heinrich Boie (1794-1827), Duits zoöloog, werkzaam bij het Rijksmuseum van Natuurlijke Historie in Leiden
- Jean Baptiste Boisduval (1799-1879), Frans lepidopterist
- Mia Boissevain (1878-1959), Nederlands malacoloog en feministe
- Karel Lucien Bonaparte (1803-1857), Franse natuuronderzoeker, ornitholoog
- James Bond (1900-1989), Amerikaanse ornitholoog
- Brian Boom (1955), Amerikaans botanicus
- Jules Bordet (1870-1961), Belgisch immunoloog en microbioloog, beschreef het complementsysteem
- Jan Just Bos (1939-2004), Nederlands botanicus en in de jaren 80 van de twintigste eeuw de presentator van het natuurprogramma Ja, natuurlijk
- Joseph Augustin Hubert de Bosquet (1814-1880), Nederlands paleontoloog
- Aglaia Bouma, Nederlands entomoloog en schrijver
- Josias Braun-Blanquet (1884-1980), Zwitsers botanicus
- Jacob van Breda (1788-1867), Nederlands bioloog, paleontoloog en verzamelaar van fossielen
- Dennis Breedlove (1939-2012), Amerikaans botanicus
- Alfred Brehm (1829-1884), Duits zoöloog, ornitholoog en publicist
- Christian Brehm (1787-1864), Duits predikant en ornitholoog
- Vincenz Brehm (1879-1971), Oostenrijks zoöloog en limnoloog
- Birgitta Bremer (1950), Zweeds botanica
- Kåre Bremer (1948), Zweeds botanicus
- Frans Breteler (1932), Nederlands botanicus
- Winslow Briggs (1928), Amerikaans botanicus
- Nathaniel Lord Britton (1859-1934), Amerikaans botanicus, eerste directeur van de New York Botanical Garden
- Irwin Brodo (1935), Canadees lichenoloog
- Adolphe Brongniart (1801-1876), Frans botanicus en paleontoloog
- Alexandre Brongniart (1770-1847), Frans natuuronderzoeker, mineraloog en stratigraaf
- Foppe Brouwer (1912-1991), Nederlands bioloog, schrijver en radiopresentator
- Gerrit Brouwer (1898-1981), Nederlandse bioloog, ornitholoog en natuurbeschermer
- Robert Brown (1773-1858), Schots botanicus en ontdekker van de naar hem vernoemde brownse beweging
- Sebald Justinus Brugmans (1763-1819), Nederlandse arts, botanicus
- Johan Bruinsma (1927-2017), bioloog, hoogleraar plantenfysiologie
- Eduard Buchner (1860-1917), Duits biochemicus en zymoloog, toonde aan dat geen levende gistcellen nodig zijn om fermentatie op gang te krijgen
- William Buckland (1784-1856), Engels geoloog en paleontoloog
- Georges-Louis Leclerc de Buffon (1707-1788), Frans natuuronderzoeker, wiskundige en kosmoloog, evolutionist
- Heinrich Bürger (1804/1806-1858), Duits scheikundige, natuurkundige en bioloog en kenner van de Japanse flora en fauna
- Leendert Burgersdijk (1828-1900), Nederlands bioloog
- Nicolaas Laurens Burman (1733-1793), Nederlands botanicus
- Johannes Burman (1707-1779), Nederlands botanicus
- Robert Buser (1857-1931), Zwitsers botanicus en conservator
- Johann Büttikofer (1850-1929), Zwitsers zoöloog

## C

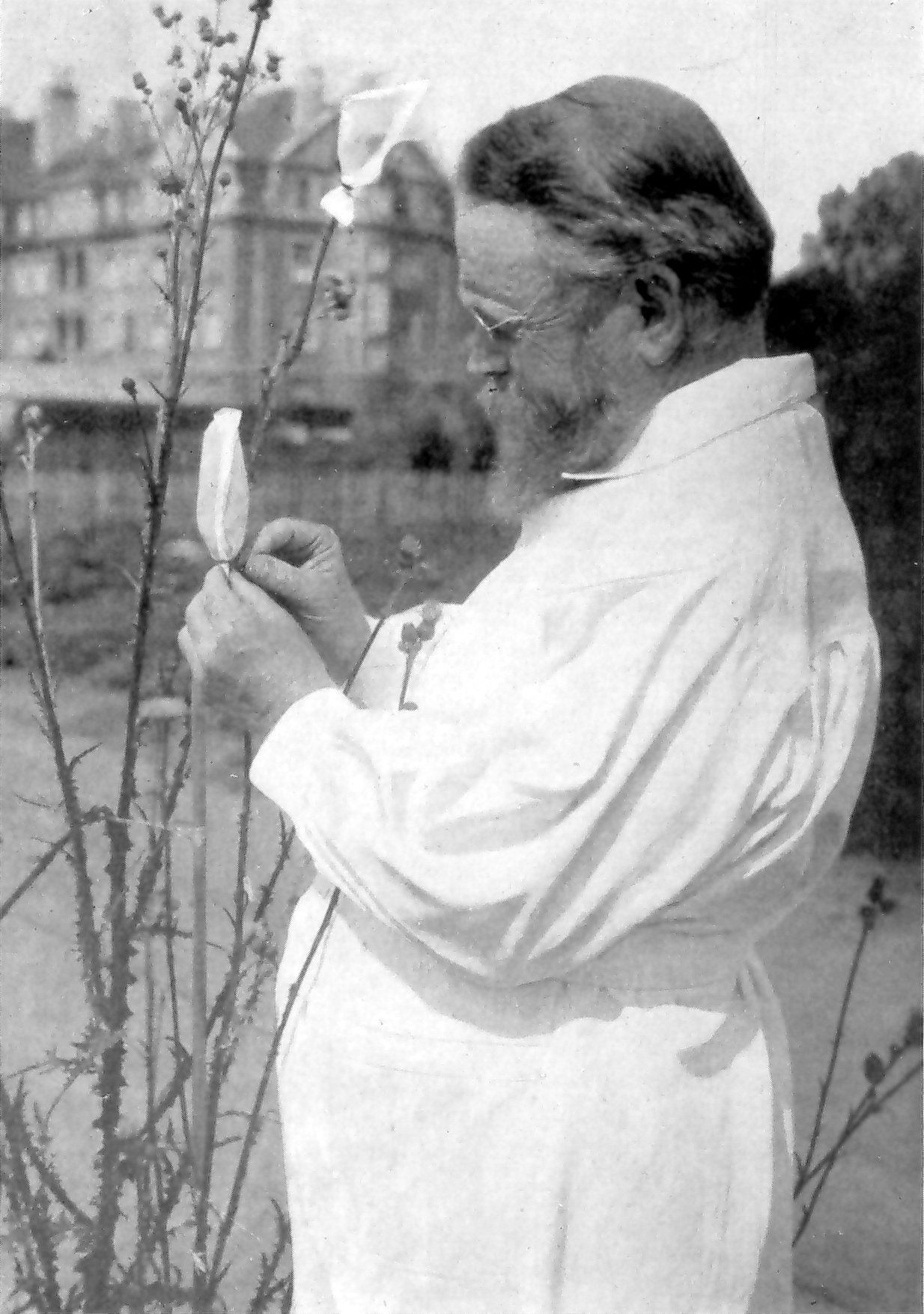
Carl Correns

- Aimo Cajander (1879-1943), Fins bosbouwkundige, vegetatiekundige en politicus
- Melvin Calvin (1911-1997), Amerikaans chemicus en biochemicus, onderzocht fotosynthese met behulp van tracers, ontdekker van de Calvincyclus
- Petrus Camper (1722-1789), Nederlands arts, verloskundige, anatoom, fysioloog en zoöloog
- Augustin Pyramus de Candolle (1778-1841), Zwitsers botanicus
- Sherwin Carlquist (1930) , Amerikaans botanicus
- Jean-Baptiste Carnoy (1836-1899), Belgisch cytoloog
- Rachel Carson (1907-1964), Amerikaans biologe, bekend geworden door haar boek Silent Spring
- George Washington Carver (1864-1943), Amerikaans uitvinder en botanicus die veel met de pindavorm deed
- Mark Catesby (1682-1749), Engels natuuronderzoeker
- Armando Carlos Cervi (1944), Braziliaans botanicus
- Ernst Boris Chain (1906-1979), Duits-Brits biochemicus, deed belangrijk werk in de ontwikkeling van penicilline
- William Gilbert Chaloner (1928) , Brits paleobotanicus
- Adelbert von Chamisso (1781-1838), Duits schrijver, botanicus en zoöloog
- Erwin Chargaff (1905-2002), Oostenrijks-Amerikaans biochemicus, deed onderzoek naar de compositie van DNA
- Alain Chautems, Zwitsers botanicus, gespecialiseerd in de plantenfamilie Gesneriaceae
- Mark Chase (1951), Brits botanicus
- Hans Clevers (1957), Nederlands arts, bioloog en geneticus en van 2012-2015 president van de Koninklijke Nederlandse Akademie van Wetenschappen
- Enrico Coen (1957), CBE FRS, Brits botanicus, gespecialiseerd in moleculaire genetica en ontwikkelingsbiologie van planten
- Peter Coesèl (1941), Nederlands bioloog, fycoloog, specialist in sieralgen (desmidiaceeën)
- Marga Cousèl-Wouda, Nederlands bioloog, bibliothecaris, conservator voor de Heimans- en Thijsse Sichting en schrijver
- Caspar Commelin (1668-1731), Nederlands botanicus
- Simon Conway Morris (1951), Brits paleontoloog, benadrukt convergente evolutie
- Catharina Cool (1874-1928), mycoloog
- Edward Drinker Cope (1840-1897), Amerikaans paleontoloog
- Carl Correns (1864-1933), Duits bioloog, een van de herontdekkers van de erfelijkheidswetten van Gregor Mendel
- Jacques-Yves Cousteau (1910-1997), Frans mariene bioloog
- Paul Alan Cox (1953), Amerikaans etnobotanicus
- Peter Crane (1954), Brits (paleo)botanicus, tussen 1999 en 2006 directeur van de Royal Botanic Gardens, Kew
- Francis Crick (1916-2004), Brits bioloog, mede-ontdekker van de structuur van het DNA
- Georges Cremers (1936), botanicus die is gespecialiseerd in de flora van de Guyana's
- Phil Cribb (1946), Brits botanicus, gespecialiseerd in orchideeën
- Thomas Croat (1938), Amerikaans botanicus, gespecialiseerd in de aronskelkfamilie
- Isobyl la Croix (1933), Britse botanica, gespecialiseerd in orchideeën
- Arthur Cronquist (1919-1992), Amerikaans botanicus, bekend van zijn classificatiesysteem van bedektzadige planten
- Pedro Crous (1963), Zuid-Afrikaans mycoloog en fytopatholoog, vanaf 2002 directeur van het Centraal Bureau voor Schimmelcultures
- Oswaldo Cruz (1872-1917), Braziliaans arts en microbioloog
- Alastair Culham (1965), Brits botanicus, taxonoom
- William Curtis (1746-1799), Engels botanicus en entomoloog, publiceerde 1787 deel I van The Botanical Magazine dat thans als Curtis's Botanical Magazine nog steeds wordt uitgegeven
- Georges Cuvier (1769-1832), Frans geoloog, anatoom, zoöloog, paleontoloog, grondlegger van de vergelijkende anatomie en de theorie van catastrofisme

## D
- Serge Daan (1940−2018), Nederlands bioloog, hoogleraar gedragsbiologie in GroningenCharles Darwin

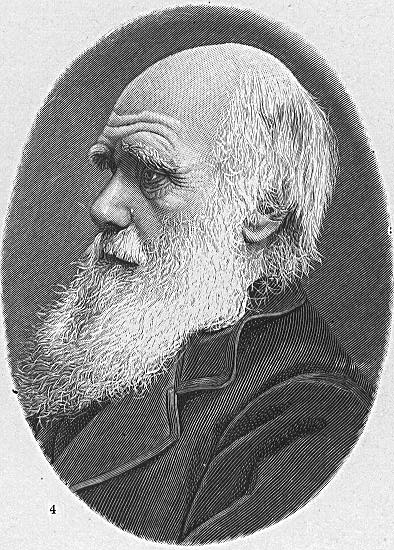
Charles Darwin

- Henrik Dam (1895-1976), Deens biochemicus
- Karel Dammerman (1885-1951), zoöloog
- James Dwight Dana (1813-1895), Amerikaanse geoloog, mineraloog en zoöloog
- James Edgar Dandy (1903-1976), Engels botanicus
- Thomas Daniel (1954), Amerikaans botanicus, gespecialiseerd in de familie Acanthaceae
- Charles Darwin (1809-1882), Brits natuuronderzoeker, stelde de theorie van evolutie door natuurlijke selectie op
- Philippe Dautzenberg (1849-1935), Belgisch malacoloog
- Gerrit Davidse (1942), Amerikaans botanicus
- Peter Hadland Davis (1918-1992), Brits botanicus, gespecialiseerd in de flora van Turkije
- Richard Dawkins (1941), Brits evolutiebioloog
- Christian de Duve (1917), Belgisch biochemicus en celbioloog, winnaar van de Nobelprijs in 1974
- Otto Degener (1899-1988), Amerikaans botanicus en natuurbeschermer
- Midas Dekkers (1946), Nederlands bioloog, columnist en publicist
- Johann Jacob Dillenius (1684-1747), Duits/Engels botanicus
- Willem van Dobben (1907-1999),Nederlands bioloog, ornitholoog en landbouwkundige
- Theodosius Dobzhansky (1900-1975), Amerikaans geneticus en evolutiebioloog
- Willem Marius Docters van Leeuwen (1880-1960), Nederlands botanicus, entomoloog
- Rembert Dodoens (1518-1585), Vlaams botanicus
- Edward Adelbert Doisy (1893-1986), Amerikaans biochemicus, mede-ontdekker van vitamine K
- Louis Dollo (1857-1931), Belgisch paleontoloog, bekend geworden door de wet van Dollo
- Laurence Dorr (1953), Amerikaans botanicus
- John Dransfield (1945), Brits botanicus, gespecialiseerd in palmen
- Camilla Dreef (1989), Nederlands bioloog, presentatrice en vogelaar
- Rudi Drent (1937−2008), Nederlands bioloog, ecoloog en ornitholoog
- Robert Dressler (1927), Amerikaans botanicus, gespecialiseerd in orchideeën
- Antoine Nicolas Duchesne (1747-1827), Frans botanicus
- Jeffrey Duckett (1944), Brits botanicus
- Barthélémy Du Mortier (1797-1878), Waals botanicus

## E
- Charles de l'Écluse (Carolus Clusius) (1525-1609), Vlaams arts en botanicus, speelde een rol bij de verspreiding van de aardappel en de tulp in Europa
- Rudolf van Eecke (1886-1975), bioloog
- Paul Ehrlich (1854-1915), Duits chemicus en arts
- Paul R. Ehrlich (1932), Amerikaans bioloog
- Willem Einthoven (1860–1927, uitvinder van het ECG
- Bob Entrop (1917-1987), Nederlands malacoloog
- Theodor Escherich (1857-1911), Duits kinderarts en microbioloog
- Linda Escobar (1940-1993), Amerikaans botanica, gespecialiseerd in Passiflora
- Hans von Euler-Chelpin (1873-1964), Zweeds biochemicus, onderzocht de fermentatie van suiker en fermenterende enzymen

## F

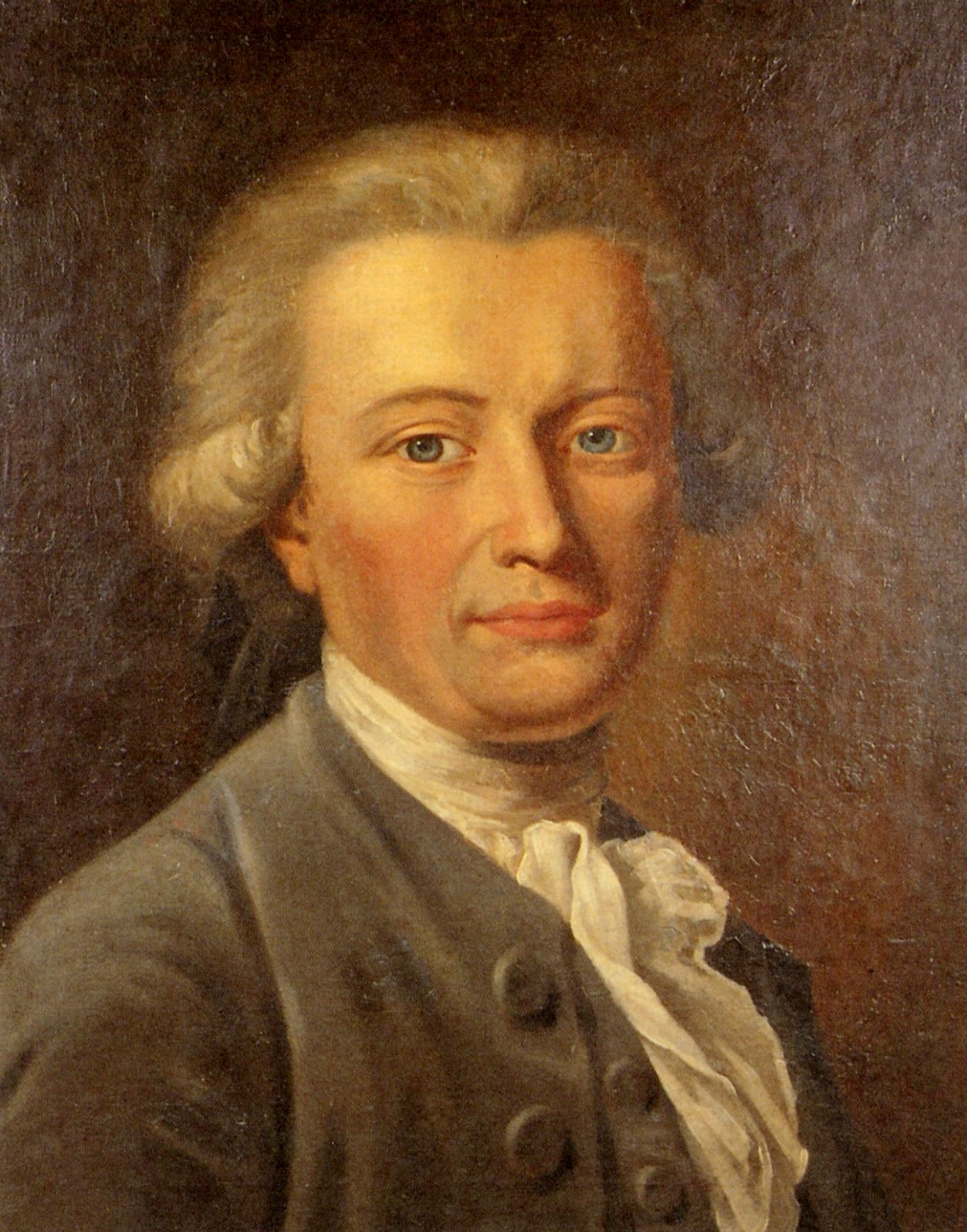
Georg Forster

- Johann Christian Fabricius (1745-1808), Deens entomoloog
- Aljos Farjon (1946), botanicus, gespecialiseerd in coniferen
- Reginald Farrer (1880-1920), Engels botanicus en plantenverzamelaar
- Mike Fay (1960), Brits botanicus
- Christian Feuillet (1948), botanicus
- Ronald Aylmer Fisher (1890-1962), Brits statisticus, geneticus en evolutiebioloog
- Leopold Fitzinger, (1802-1884), Oostenrijks zoöloog, bekend van de taxonomie van reptielen, amfibieën en zoogdieren
- Max Fleischer, Duits kunstschilder en bryoloog
- Alexander Fleming (1881-1955), Brits arts en microbioloog, ontdekte penicilline
- Hendrik Charles Focke (1802-1856), Surinaams botanicus
- George Forrest (1873-1932), Schots botanicus en plantenverzamelaar
- Georg Forster (1754-1794), Duits botanicus
- Johann Reinhold Forster (1729-1798), Duits botanicus en ornitholoog
- Dian Fossey (1932-1985), Amerikaanse etholoog, bestudeerde gorilla's in Rwanda
- Antoine François de Fourcroy (1755-1809), Frans scheikundige en entomoloog
- Else Marie Friis (1947), Deense botanica, gespecialiseerd in paleobotanie
- Ib Friis (1945), Deens botanicus
- Rosalind Franklin (1920-1958), Brits fysisch scheikundige en kristallografe, onderzocht de structuur van DNA, virussen en grafiet
- Elias Magnus Fries (1794-1878), Zweeds mycoloog
- Karl von Frisch (1886-1982), Oostenrijks etholoog

## G
- Claudius Galenus (131-201), Romeins arts en anatoom wiens theorieën over het menselijk lichaam de geneeskunde bijna 1500 jaar domineerden

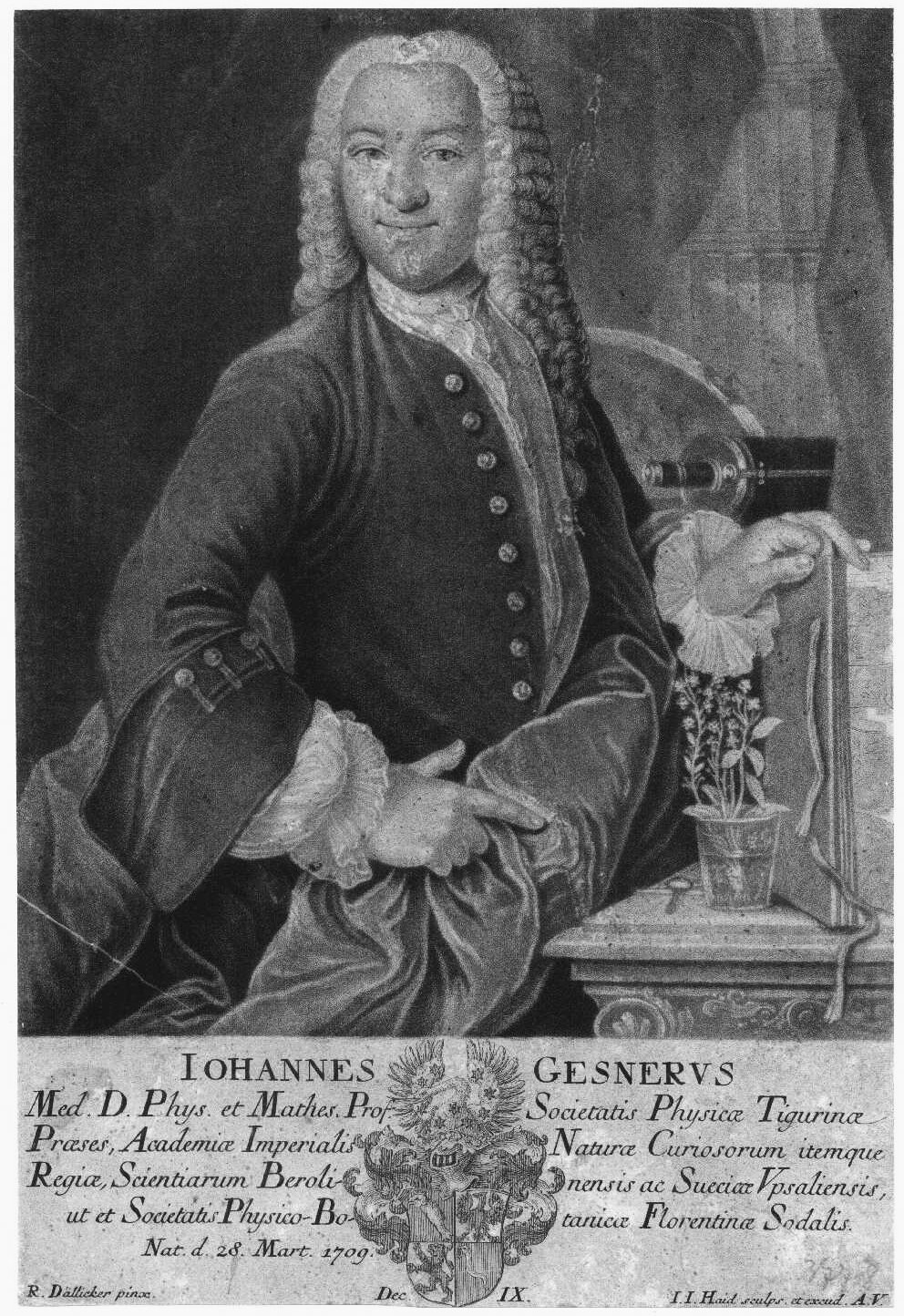
Johannes Gessner

- Charles De Geer (1720-1778), Zweeds entomoloog, arachnoloog
- Dirk Cornelis Geijskes (1907-1985), Nederlands entomoloog
- Herman van Genderen (1915-2009), bioloog, toxicoloog en hoogleraar in Utrecht
- Alwyn Gentry (1944-1993), Amerikaanse botanicus, gespecialiseerd in plantenfamilie Bignoniaceae
- Roy Gereau (1947), Amerikaans botanicus
- Günter Gerlach (1953), Duits botanicus
- Johannes Gessner (1709-1790), Zwitsers natuurvorser en botanicus
- Lawrence Gilbert (1942), Amerikaans bioloog
- Lynn Gillespie, Canadees botanica
- Thomas Givnish (1951), Amerikaans botanicus en ecoloog
- Johann Friedrich Gmelin (1748-1804), Duits natuurwetenschapper, botanicus en entomoloog
- Peter Goldblatt (1943), Amerikaans botanicus die is gespecialiseerd in de lissenfamilie en de flora van Afrika
- Tijs Goldschmidt (1953), evolutiebioloog en schrijver
- Jane Goodall (1934), Engels primatologe, biologe en antropologe
- Heinrich Göppert (1800-1884), Duits (paleo)botanicus
- Richard Gornall (1951), Brits botanicus
- David de Gorter (1717-1783), Nederlands botanicus
- Eric Gouda (1957), Nederlands botanicus
- John Gould (1804-1881), Brits ornitholoog
- Stephen Jay Gould (1941-2002), Amerikaans paleontoloog, geoloog, evolutiebioloog en schrijver, bekend van zijn theorie van het punctuated equilibrium (samen met Niles Eldredge)
- Els Goulmy (1946), Nederlands transplantatiebiologe, deed onderzoek naar de rol van antigenen bij transplantaties
- Robbert Gradstein (1943), Nederlands botanicus
- Hans Christian Gram (1853-1928), Deense histoloog
- Alfred Grandidier (1836-1921), Frans natuuronderzoeker
- Jean-Jacques de Granville (1943), Frans botanicus
- Asa Gray (1810-1888), Amerikaans botanicus
- George Robert Gray (1808-1872), Brits zoöloog
- John Edward Gray (1800-1875), Brits zoöloog
- Werner Greuter (1938), Zwitsers botanicus
- Wim van de Grind (1936-2024), Nederlands bioloog, neurofysioloog en hoogleraar in Utrecht
- Jan van Groenendael (1896-1980), Nederlands arts en entomoloog
- Jan Frederik Gronovius (1690-1762), botanicus
- Verona Groverman (1951-2024), ecoloog en niet-westers-socioloog
- Maria Gugelberg von Moos (1836-1918), Zwitserse botanica
- Albert Günther (1830-1914), Brits zoöloog

## H

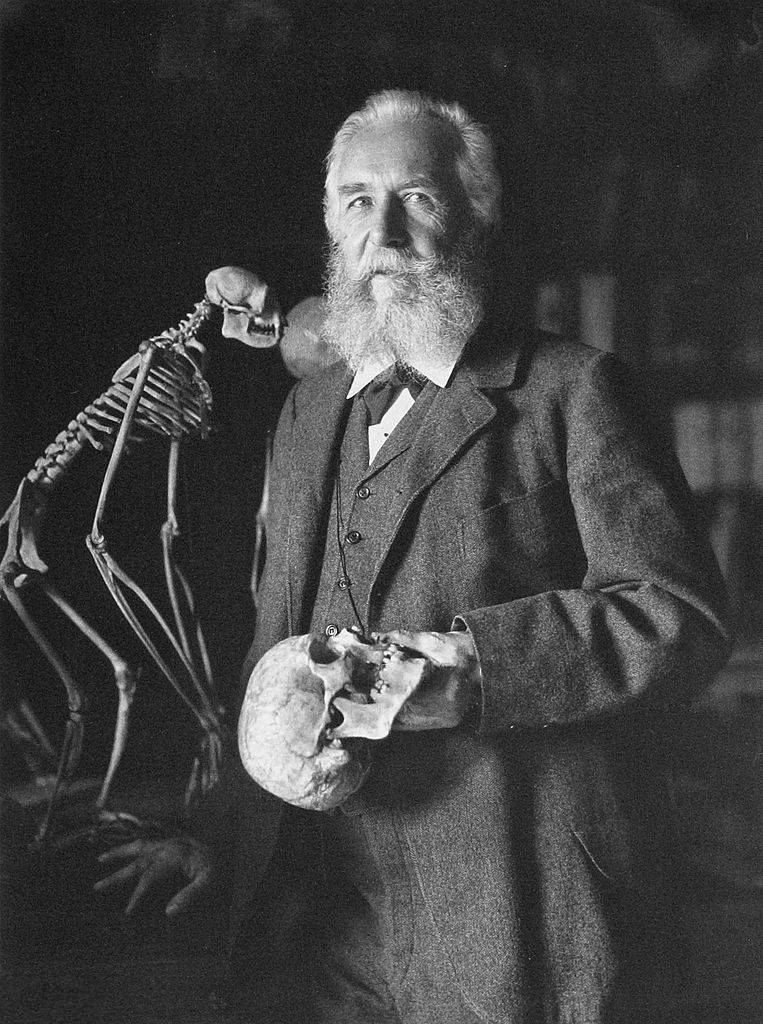
Ernst Haeckel

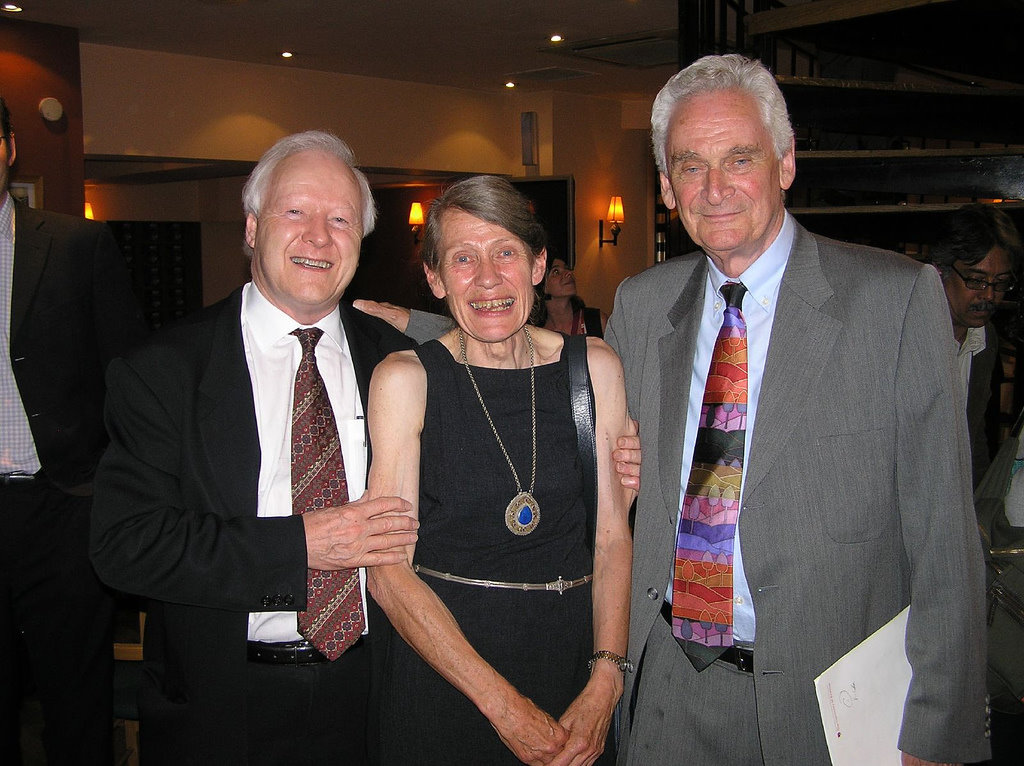
John McNeill, Barbara Pickersgill & Vernon Heywood

- Wilhem de Haan (1801-1855), Nederlands zoöloog
- Ernst Haeckel (1834-1919), Duits zoöloog en filosoof, verbreidde de ideeën van Darwin in Duitsland
- Harrie van der Hagen (1957), Nederlands duinecoloog en vegetatiekundige
- John Burdon Sanderson Haldane (1892-1964), Brits-Indiaas geneticus en evolutiebioloog
- Albrecht von Haller (1708-1777), Zwitsers arts, dichter, natuurwetenschapper en bestuurder
- Ole Hamann (1944), Deens botanicus
- Bill Hamilton (1936-2000), Brits bioloog
- George Hampson (1860-1936), Brits entomoloog
- Ilkka Hanski (1953-2016), Fins ecoloog
- Arthur Harden (1865-1940), Engels biochemicus, deed onderzoek naar de fermentatie van suiker en fermenterende enzymen
- Maarten 't Hart (1944), Nederlands etholoog en schrijver
- Pieter Harting (1812-1885), Nederlands arts, natuuronderzoeker, stratigraaf en hydroloog
- Hermann August Theodor Harms (1870-1942), Duits botanicus
- Jeffrey Harborne (1928-2002), Brits fytochemicus
- Madeline Harley (1945), Brits botanica die is gespecialiseerd in palynologie
- William Harvey (1578-1657), arts fysioloog, ontdekker van de werking van de bloedsomloop
- Johan Conrad van Hasselt (1797-1823), Nederlands arts en natuuronderzoeker
- François Haverschmidt (1906-1987), Nederlands jurist en ornitholoog
- David Hawksworth (1946), Brits mycoloog en lichenoloog
- Arthur Hay, ook bekend als Lord Walden, (1824-1878), Schots ornitholoog
- Kees Hazevoet (1948), Nederlands jazzpianist, jazzklarinettist, bioloog en ornitholoog
- Johannes Hedwig, Duits botanicus en medicus, grondlegger van de bryologie
- Robert Hegnauer (1919-2007), Zwitsers fytochemicus, bekend van het standaardwerk Chemotaxonomie der Pflanzen
- Eli Heimans (1861-1914), onderwijzer, florist en natuurbeschermer
- Jacob Heimans (1899-1978), plantkundige en natuurbeschermer
- Han Heinsius (1863-1939), bioloog, leraar, fysioloog,  fytopatholoog en florist
- Gerrit Paulus Hekstra (1933 - 2018), bioloog, taxonoom, beleidsambtenaar.
- Jan Baptista van Helmont (1580-1644), Belgisch alchemist, fysioloog en arts, paste chemische principes toe in de geneeskunde
- Douglas Mackay Henderson (1927-2007), Brits botanicus en mycoloog, tussen 1970 en 1987 de twaalfde 'regius keeper' van de Royal Botanic Garden Edinburgh
- Willi Hennig (1913-1976), Duits entomoloog, gezien als de vader van de cladistiek
- Paul Hermann (1646-1695), Duits medicus en plantenverzamelaar
- Vernon Heywood (1927), Brits botanicus, de eerste directeur van Botanic Gardens Conservation International
- Wilbert Hetterscheid (1957), Nederlands botanicus
- Auke-Florian Hiemstra (1992), Nederlands bioloog
- Wilhelm Hillebrand (1821-1886), Duits arts en botanicus
- Dick Hillenius (1927-1987), bioloog
- Hirohito (1901-1989), Japans keizer die zich bezighield met entomologie
- Wilhelm Hofmeister (1824-1877), Duits botanicus
- Paulien Hogeweg (1943), Nederlands theoretisch biologe / bio-informaticus
- Franciscus Holkema (1840-1869), Nederlands bioloog en vegetatiekundige
- Arthur Hollick (1857-1933), Amerikaans paleobotanicus
- Pete Hollingsworth, Brits botanicus
- Victoria Hollowell (1954), Amerikaans botanica, hoofd van de uitgeverij van de Missouri Botanical Garden
- Antoon van Hooff (1937-2004), Nederlands bioloog, directeur van Burgers' Zoo
- Joseph Dalton Hooker (1817-1911), Brits botanicus
- Frederick Gowland Hopkins (1861-1947), Engels biochemicus, ontdekte het nut van vitaminen voor de gezondheid
- Stephen Hopper (1951), Australisch botanicus, sinds 2006 directeur van de Royal Botanic Gardens, Kew
- Peter Horton (1948), Brits botanicus
- Maarten Houttuyn (1720-1798), Nederlandse arts en natuuronderzoeker
- Marshall Avery Howe (1867-1936), Amerikaans fycoloog
- Jacob Hübner (1761-1826), Duits entomoloog
- William Hudson (1730-1793), Brits botanicus en apotheker
- Alexander von Humboldt (1769-1859), Duits natuurvorser en ontdekkingsreiziger
- Allan Octavian Hume (1829-1912), Brits ornitholoog, actief in in Brits-India
- Chris Humphries (1947-2009), Brits botanicus
- G. Evelyn Hutchinson (1903-1991), Brits-Amerikaans ecoloog
- John Hutchinson (1884-1972), Engels botanicus
- Thomas Henry Huxley (1825-1895), Engels bioloog, verdediger van de evolutietheorie van Charles Darwin

## I
- Jan Ingenhousz (1730-1799), Nederlands arts, natuuronderzoeker, fysioloog en plantkundige.
- David Ingram (1941), Brits botanicus, tussen 1990 en 1998 'regius keeper' (directeur) van de Royal botanical Garden Edinburgh
- Gerrit van Iterson (1887-1971), hoogleraar in de toegepaste botanie in Delft en stichter van de Cultuurtuin voor Technische Gewassen, de latere Botanische Tuin TU Delft

## J

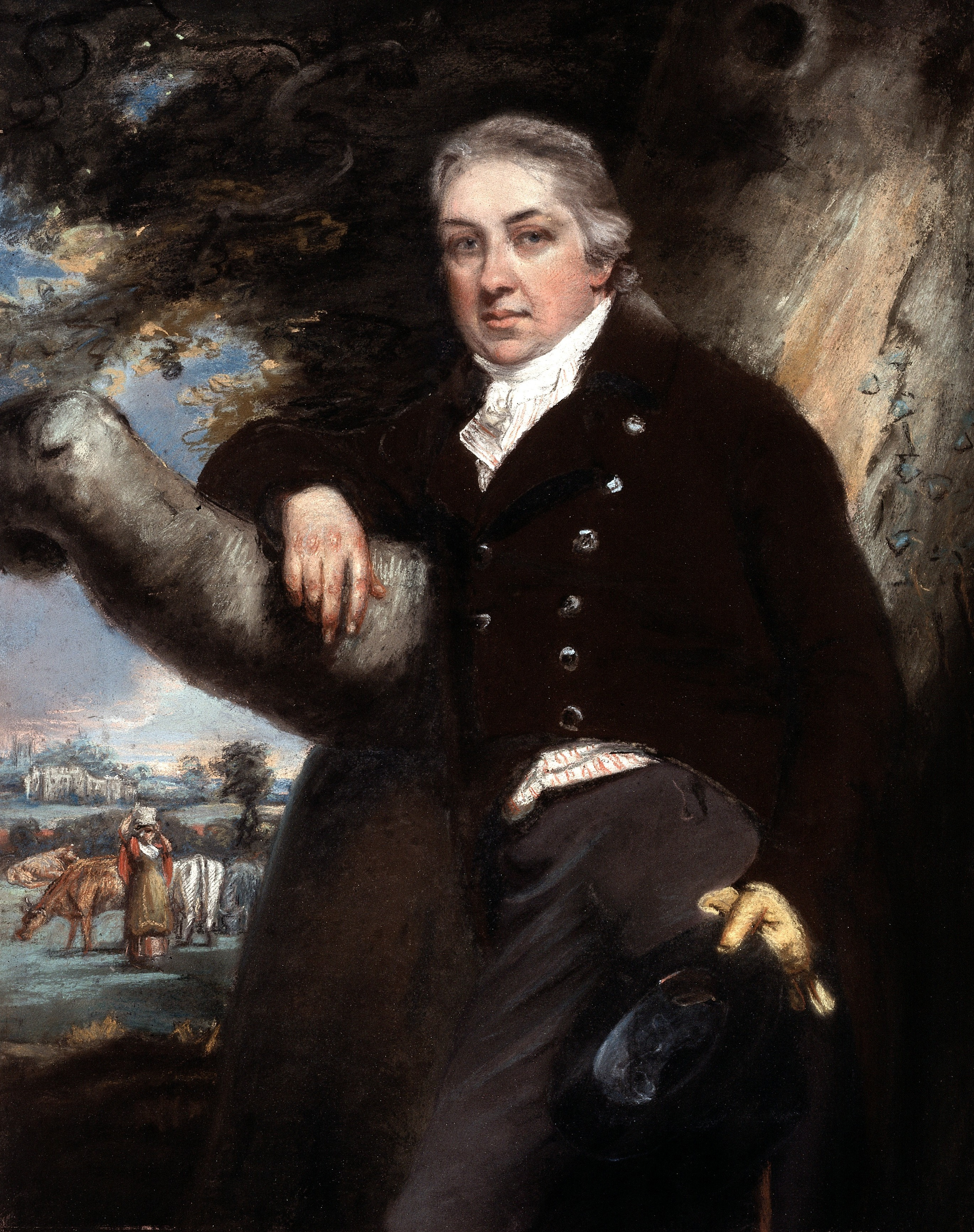
Edward Jenner

- Marius Jacobs (1929-1983), Nederlands botanicus, biograaf van Herman Johannes Lam
- Joseph Franz von Jacquin (1766-1839), Oostenrijkse geneeskundige, scheikundige en plantkundige
- Nikolaus Joseph von Jacquin (1727-1817), Nederlands/Oostenrijkse geneeskundige, scheikundige en plantkundige
- Karline Janmaat, Nederlands bioloog, primatoloog
- Charlie Jarvis (1954), Brits botanicus, bekend van het boek Order out of Chaos: Linnaean Plant Names and their Types
- Edward Jenner (1749-1823), Engels arts, ontwikkelde het pokkenvaccin
- Jacob Jeswiet (1897-1960), hoogleraar plantensystematiek te Wageningen, collaborateur
- Peter Møller Jørgensen (1958), Deens botanicus
- Piet de Jong (1938), Nederlands dendroloog
- Walter Judd (1951), Amerikaans botanicus
- Franz Junghuhn (1809-1864), Duits-Nederlands geograaf, bestudeerde de flora van Nederlands-Indië
- Adrien Henri Laurent de Jussieu (1797-1853), Frans botanicus
- Antoine de Jussieu (1686-1758), Frans botanicus
- Antoine Laurent de Jussieu (1748-1836), Frans botanicus
- Bernard de Jussieu (1699-1777), Frans botanicus

## K
- Pieter (Piet) Kaas (1915-1996), Nederlands onderwijzer en malacoloog
- Engelbert Kaempfer (1651-1716), Duits botanicus
- Kees Kalkman (1928-1998), Nederlands botanicus
- Ab van Kammen (1932), gespecialiseerd in de moleculaire biologie van planten en plantenvirussen
- Gustav Karl Wilhelm Hermann Karsten (1817-1908), Duits botanicus
- Martijn Katan (1946), Nederlands biochemicus, hoogleraar voedingsleer en publicist
- John Kendrew (1917-1997), Engels biochemicus en kristalloloog, onderzocht de structuur van heemverbindingen
- Paul Kenrick, Brits paleobotanicus
- Paul Keßler (1958), Duits botanicus, vanaf 2006 prefect (directeur) van de Hortus botanicus Leiden
- Louise Kerling (1900-1985), Nederlands fytopatholoog
- John Gerrard Keulemans (1842-1912), ornitholoog, kunstschilder en illustrator
- Norbert Kilian (1957), Duits botanicus
- Ellsworth Paine Killip (1890-1968), Amerikaans botanicus
- Robert Merrill King (1930-2007), Amerikaans botanicus, gespecialiseerd in de composietenfamilie
- Augusts Kirhenšteins (1872-1963), Lets bioloog
- Tony Kirkham (1957), Brits botanicus, hoofd van het arboretum van de Royal Botanic Gardens, Kew
- Cecil Boden Kloss (1877-1949), Engels ornitholoog en mammaloog
- Sandra Knapp (1956), Amerikaans botanica, gespecialiseerd in de nachtschadefamilie
- Carl Ludwig Koch (1778-1857), Duits entomoloog en arachnoloog
- Johann Friedrich Wilhelm Koch (1759–1831), botanicus
- Ludwig Carl Christian Koch (1825-1908), Duits entomoloog en arachnoloog
- Robert Koch (1843-1910, Duitse arts microbioloog, nobelprijswinnaar, ontdekker van onder andere de tuberculosebacil, antrax en cholera)
- Ben Koks (1963), ornitholoog en natuurbeschermer
- Johann Gerhard König (1728-1785), Zwitsers botanicus
- Jan de Koning (1943), Nederlands botanicus, prefect (directeur) van de Hortus botanicus Leiden van 1991 tot 2004
- Ad Konings (1956), Nederlands bioloog, fotograaf en uitgever
- Casper van der Kooi (1990), Nederlands natuurkundige, evolutiebioloog en protestantse predikant
- Harold Koopowitz (1940), Amerikaans botanicus
- Maarten Koornneef (1950), Nederlands botanicus, gespecialiseerd in plantengenetica
- Jan Kops (1765-1849), Nederlands theoloog, botanicus,  landbouwkundige en Rector magnificus
- Don Kuenen (1912–1995), Nederlands milieubioloog en Rector magnificus
- Richard Kuhn (1900-1967), Duits biochemicus, de eerste die vitamine B isoleerde
- Hans Kuiper (1914-2011), Nederlands diplomaat en malacoloog (pisidioloog)
- Henk Kuiper (1951-2014), Nederlands veldbioloog, dendroloog en milieuactivist
- Piet Kuiper (1934–2017), Nederlands hoogleraar plantenfysiologie
- Marie Kurmann (1955), Zwitsers botanica, gespecialiseerd in paleobotanie en palynologie

## L

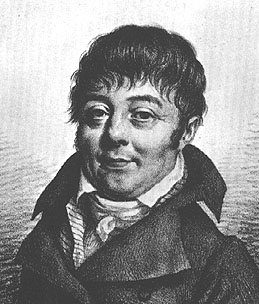
Jacques Julien Houtou de Labillardière

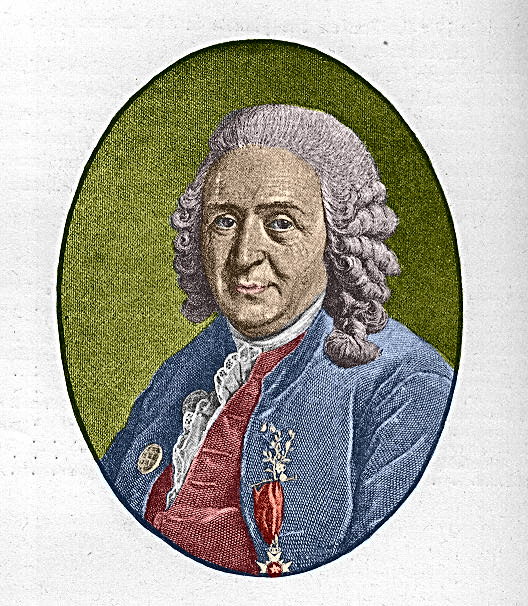
Carl Linnaeus

- Jacques Julien Houtou de Labillardière (1755-1834), Frans botanicus, beschrijver van de Australische flora
- Henri Laborit (1914-1995), Frans medicus en wetenschapsfilosoof, bestudeerde de psychologie van dieren
- Herman Johannes Lam (1892-1977), Nederlands botanicus, zette het Rijksherbarium in Leiden na een periode van verval terug op de kaart
- Aylmer Bourke Lambert (1761-1842), Brits botanicus
- Jean-Baptiste Lamarck (1744-1829), Frans natuuronderzoeker, zoöloog en paleontoloog, bekend van zijn opvatting dat bij leven verworven eigenschappen erfelijk zijn
- Jacobus Landwehr (1911-1996), Nederlands hovenier en botanisch tekenaar
- Joseph Lanjouw (1902-1984), plantkundige, hoogleraar in Utrecht
- Maarten Larmuseau (1983), Vlaams bioloog, gespecialiseerd in genetische genealogie en populatiegenetica
- Pierre André Latreille (1762-1833), Frans entomoloog
- Andreas De Leenheer (1941-2022), Belgisch bioloog, rector magnificus van de Universiteit Gent
- Antoni van Leeuwenhoek (1632-1723), Nederlands wetenschapper, verbeterde de microscoop en deed daar veel waarnemingen mee
- Luis Federico Leloir (1906-1987), Argentijns biochemicus
- Barend J. Lempke (1901-1993), Nederlands lepidopteroloog (vlinders), nestor van de Nederlandse vlinderkenners, befaamd om zijn Catalogus der Nederlandse Macrolepidoptera
- Ivan Lepechin (1737-1802)
- François-Joseph Lestiboudois (1815), Russisch bioloog
- Charles Alexandre Lesueur (1778-1846), Frans natuuronderzoeker
- Gwilym Lewis (1952), Brits botanicus, gespecialiseerd in de vlinderbloemenfamilie
- Andreas Libavius (1555-1616), Duits arts en scheikundige
- Theodoor Gerard van Lidth de Jeude (1788-1863), Nederlands zoöloog, hoogleraar diergeneeskunde en Rector Magnificus
- Justus von Liebig (1803-1873), Duits chemicus en fysioloog, uitvinder van kunstmest
- Maurits Lieftinck (1904-1985), Nederlands bioloog, entomoloog
- Juul Limpens (1974), Nederlands ecoloog, bryoloog
- John Lindley (1799-1865), Engels botanicus
- Carl Linnaeus (1707-1778), Zweeds arts en natuuronderzoeker (plant- en dierkundige), introduceerde de binomiale nomenclatuur voor planten en dieren.
- David Lloyd (1937-2006), Nieuw-Zeelands moleculair bioloog en botanicus
- Mathias de Lobel (1538-1616), Vlaams botanicus
- Ger Londo (1935-2018), Nederlands botanicus
- Harri Lorenzi, Braziliaans agronomisch ingenieur en botanicus
- Charles Lyell (1797-1875), Brits advocaat, geoloog en paleontoloog, verspreider van het actualisme
- Konrad Lorenz (1903-1989), Oostenrijks zoöloog, vaak genoemd als de grondlegger van de ethologie
- James Lovelock (1919-2022), Engels wetenschapper, bekend van de Gaia-hypothese
- Porter Lowry (1956), Amerikaans botanicus
- Salvador Edward Luria (1912-1992), Amerikaans bioloog, Nobelprijs 1969 voor aantonen van at random mutaties bij het werken met bacteriën en hun fagen.

## M

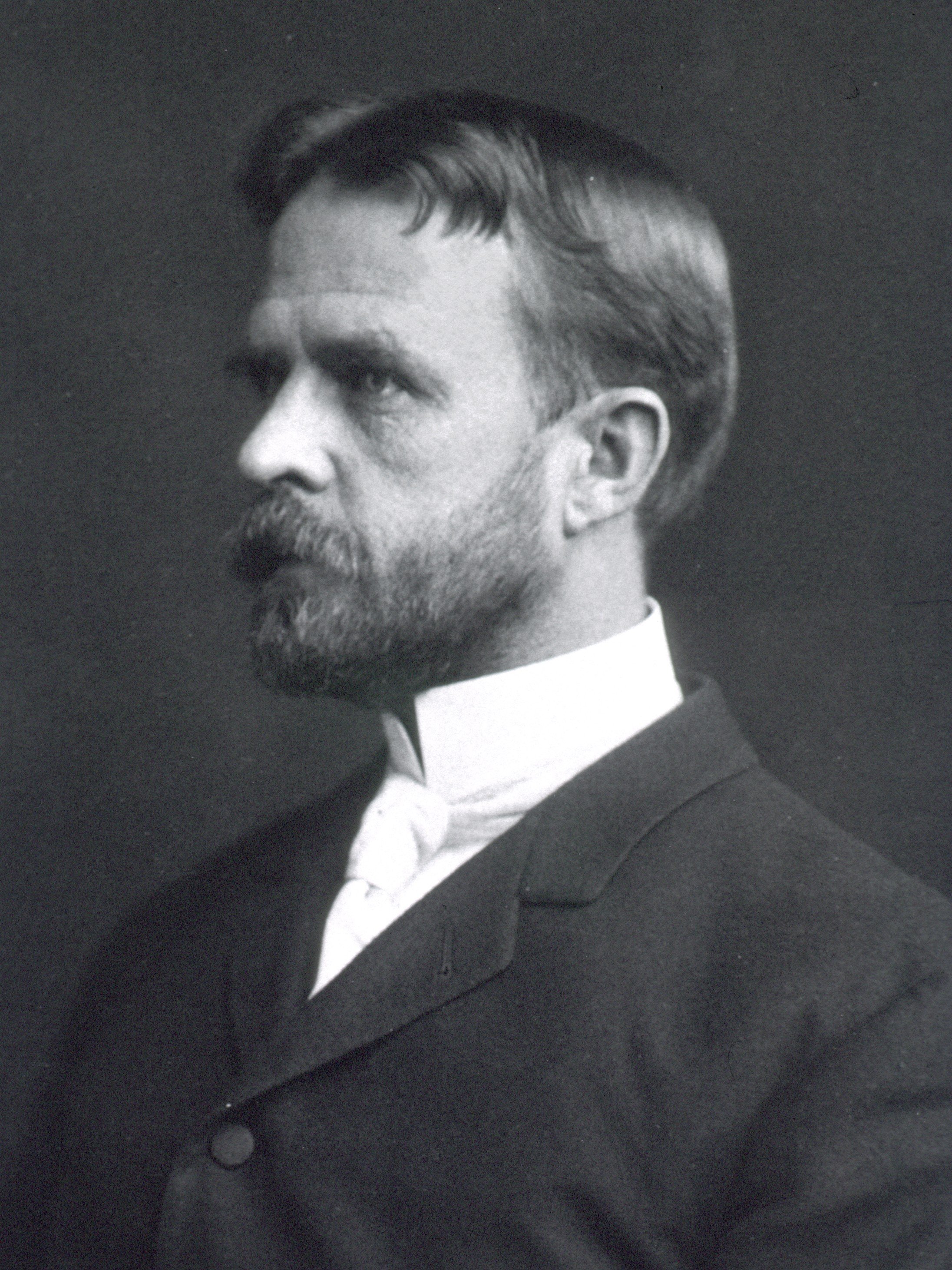
Thomas Hunt Morgan

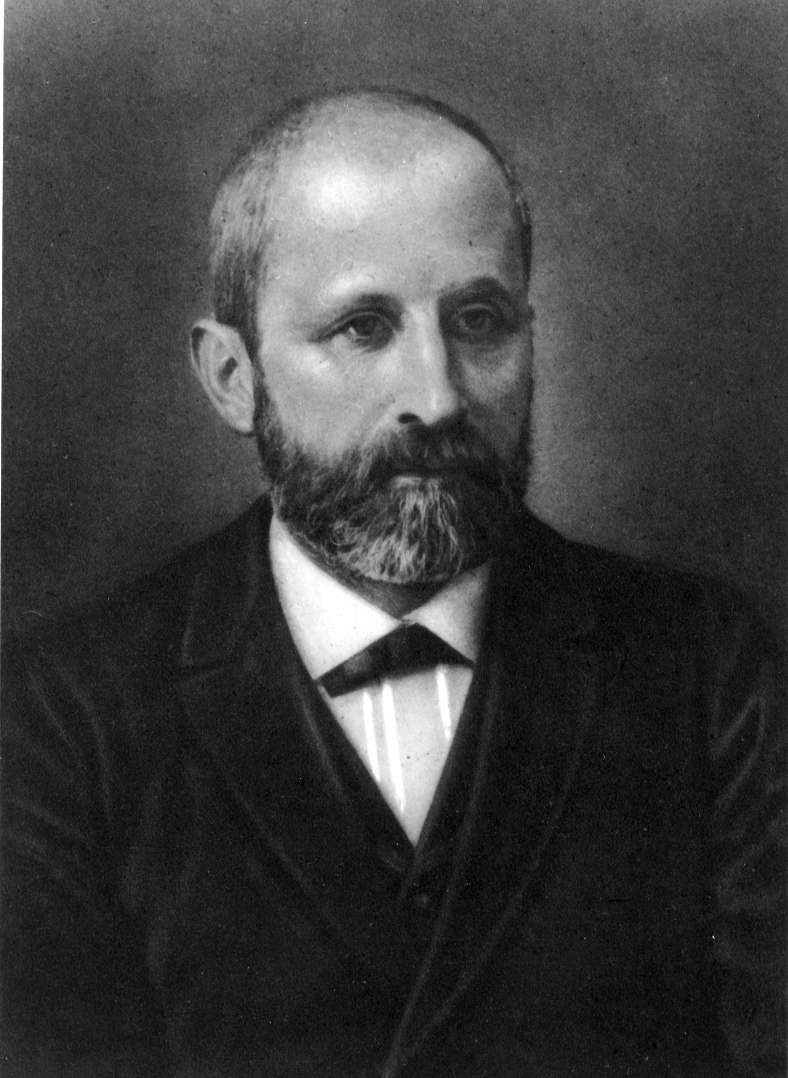
Friedrich Miescher

- Eddy van der Maarel (1934-2021), vegetatiekundige, ecoloog, schrijver, hoogleraar aan de Universiteit van Uppsala en gasthoogleraar in Groningen
- Paul Maas (1939), Nederlands botanicus, gespecialiseerd in de flora van de neotropen
- Jos van der Maesen (1944), Nederlands botanicus
- Robert H. MacArthur(1930-1972), Amerikaans ecoloog
- Daniel Trembly MacDougal (1865-1958), Amerikaans botanicus
- John MacDougal (1954), Amerikaans botanicus, gespecialiseerd in Passiflora
- Heinrich Christian Macklot (1799-1832), Duits zoöloog
- Julius Mac Leod (ook MacLeod) (1857 - 1919), Vlaams bioloog, botanicus en hoogleraar
- Pierre Magnol (1638-1715), Frans botanicus
- Bassett Maguire (1904-1991), Amerikaans botanicus
- Lynn Margulis (1938) Amerikaanse bioloog, bekend om haar endosymbiontenhypothese
- Elisabetta Fiorini Mazzanti (1799–1879), Italiaans plantkundige
- James Mallet (1955), Brits lepidopterist
- Marcello Malpighi, (1628-1694), Italiaans medicus, grondlegger van de histologie
- Gideon Mantell (1790-1852), Engels verloskundige, geoloog en paleontoloog, 'ontdekker' van de dinosauriërs
- Eugène Marais (1871-1936), Zuid-Afrikaans advocaat, etholoog en dichter
- Lynn Margulis (1938-2011), Amerikaans bioloog
- Othniel Charles Marsh (1831-1899), Amerikaans paleontoloog
- Archer John Porter Martin (1910-2002), Engels biochemicus, deed onderzoek naar aminozuren en chromatografie
- William Charles Linnaeus Martin (1798-1864), Engels natuuronderzoeker
- Martinus van Marum (1750-1837), Nederlands scheikundige, uitvinder en paleontoloog
- Wim D. Margadant  (1916–1997), Nederlands bioloog, bryologisch systematicus
- Jean Massart (1865-1925), Belgisch bioloog
- Maxwell Tylden Masters (1833-1907), Engels arts en botanicus
- Mike Maunder, Amerikaans botanicus
- Ernst Mayr (1904-2005), Duits-Amerikaans bioloog
- Barbara McClintock (1902-1992), Amerikaans geneticus, Nobelprijs 1983, dynamisch in plaats van een statisch genoom
- Lucinda McDade (1953), Amerikaans botanicus
- Gordon McPherson (1947), Amerikaans botanicus
- Conley McMullen, Amerikaans botanicus
- John McNeill (1933), Brits botanicus, directeur Royal Botanic Garden Edinburgh en het Royal Ontario Museum
- Friedrich Kasimir Medikus (1736-1808), Duits botanicus en arts
- Nicolaas Meerburgh (1734-1814), Nederlands hovenier, botanicus en botanisch kunstenaar
- Jan Meerman (1955), Nederlands bioloog, die actief is in Belize
- Eddy van der Meijden, (1942), Nederlands bioloog, hoogleraar dierenecologie te Leiden 1992-2009
- Ruud van der Meijden (1945-2007), Nederlands botanicus, eindredacteur van Heukels' Flora van Nederland
- Willem Meijer, Nederlands botanicus en verzamelaar van vooral mossen
- Gregor Mendel (1822-1884), Oostenrijks/Tsjechisch augustijn, bioloog, bekend om zijn erfelijkheidswetten
- Alberta Mennega, (1912-2009), Nederlands botanica, gespecialiseerd in de houtanatomie
- Jaap Mennema (1930-1920), bioloog, florist, stadsecoloog van Den Haag en bewerker van Heukels' Flora van Nederland
- Ilja Iljitsj Metsjnikov (1845-1916), Russisch microbioloog
- Adolf Meyer (1840-1911), Duits antropoloog, ornitholoog, entomoloog en primatoloog
- Monika Meyer-Holzapfel, (1907-1995), Zwitsers bioloog, zoöloog en hoogleraar
- Johann Friedrich Miescher (1844-1895), Zwitsers biochemicus, ontdekker van het DNA-molecuul
- Philip Miller (1691-1771), Brits botanicus
- Stanley Miller (1930), Amerikaans scheikundige en biochemicus, bekend om het Miller-Urey experiment
- David Minter (1950), Brits mycoloog
- Friedrich Anton Wilhelm Miquel (1811-1871), Nederlands (paleo)botanicus
- Luis E. Miramontes (1925-2004), mede-uitvinder van de anticonceptiepil
- Ivan Mitsjoerin (1855-1935), Russisch botanicus en plantenkweker
- Karl Möbius (1825-1908), Duits zoöloog, directeur van het Museum für Naturkunde te Berlijn
- Daniel Moerman, Amerikaans etnobotanicus
- Dick Mol, Nederlands paleozoöloog, gespecialiseerd in zoogdieren uit het Pleistoceen
- Mario J. Molina (1943), Mexicaans biochemicus, mede-ontdekker van het effect van CFK's op de ozonlaag
- Henri Louis Duhamel du Monceau (1700-1782), Frans botanicus
- Jacques Monod (1910-1976), biochemicus
- George Montagu (1753-1815), Engels natuuronderzoeker
- George Thomas Moore (1871-1956), Amerikaans fycoloog, tussen 1912 en 1953 directeur van de Missouri Botanical Garden
- Thomas Hunt Morgan (1866–1945), Amerikaans geneticus en embryoloog
- Scott Mori (1941), Amerikaans botanicus
- Desmond Morris (1928), Engels zoöloog, schrijver en schilder, bekend door zijn boek De naakte aap
- Mauk Mörzer Bruijns (1913-2004), bioloog, natuurbeschermer en hoogleraar natuurbeheer
- Fanny Moser (1872-1953), Zwitserse zoöloog
- Gerardus Johannes Mulder (1803-1880), Nederlands biochemicus, bestudeerde eiwitten
- Kary Mullis (1944), Amerikaans biochemicus, ontdekker van een polymerase-kettingreactie om DNA te vermenigvuldigen
- George Campbell Munro (1866-1963), Nieuw-Zeelands botanicus, natuurbeschermer en ornitholoog die actief was op Hawaï
- Henricus Munting (1583-1658), apotheker, botanicus en hoogleraar
- William Alphonso Murrill (1869-1957), Amerikaans mycoloog
- Guy Musser (1936), Amerikaans zoöloog

## N
- Julius Nieuwland (1878-1936), Belgisch-Amerikaans botanicus en scheikundige, ontdekker van synthetisch rubber
- Machiel Noordeloos (1949) Nederlands mycoloog
- Wilhelm Normann (1870-1939), Duits biochemicus, uitvinder van vetharding
- John Howard Northrop (1891-1987), Amerikaans biochemicus, bestudeerde enzymen
- Pierre-Henri Nyst (1813-1880), Nederlands malacoloog

## O
- Eugene Odum (1913-2002), Amerikaans ecoloog
- Richard Olmstead (1951), Amerikaans botanicus
- Eduard Daniël van Oort (1876-1933), Nederlands bioloog, ornitholoog en directeur van Rijksmuseum van Natuurlijke Historie
- Aleksandr Oparin (1894-1980), Russisch bioloog en biochemicus
- Alcide d'Orbigny (1802-1857), Frans natuuronderzoeker, zoöloog, botanicus, paleontoloog en stratigraaf
- Pehr Osbeck (1723-1805), Zweeds ontdekkingsreiziger en botanicus
- Ab Osterhaus (1948), Nederlands dierenarts en viroloog
- Richard Owen (1804-1892), Brits zoöloog, anatoom, fysioloog, paleontoloog, een van de eersten die onderzoek deed naar dinosauriërs

## P

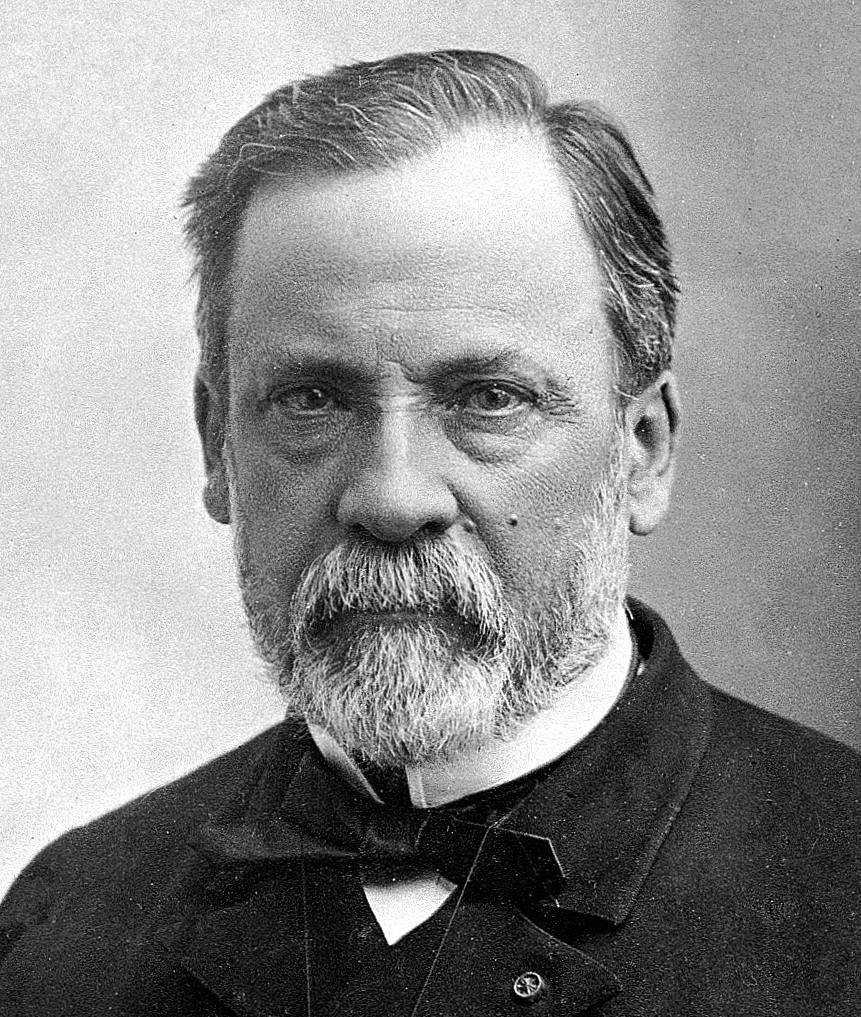
Louis Pasteur

- Svante Pääbo (1955), Zweeds geneticus
- Peter Simon Pallas (1741-1811), Duits zoöloog en botanicus
- Jeffrey Palmer (1955), Amerikaans botanicus
- José Panero (1959), Amerikaans botanicus
- Georges Frédéric Parrot, (1767-1852), Duits theoloog en arts
- Louis Pasteur (1822-1895), Frans scheikundige en bioloog, bekend van de pasteurisatietechniek en het vaccin tegen hondsdolheid
- Alan Paton (1963), Brits botanicus, gespecialiseerd in de lipbloemenfamilie
- Gregory S. Paul (1954), Amerikaans paleontoloog en wetenschappelijk illustrator, bekend van zijn tekeningen van dinosauriërs
- Linus Pauling (1901-1994), Amerikaans chemicus en biochemicus, deed onderzoek naar bindingen en de structuur van complexe moleculen
- Pieter Pauw, (1564-1617), Nederlands botanicus, anatoom en hoogleraar
- Joseph Paxton (1803-1865) , Brits tuinman en architect
- Mauro Peixoto (1950), Braziliaans botanicus
- Toby Pennington (1968), Brits botanicus
- Claude Perrault (1613-1688), Frans architect, arts en anatoom
- Christiaan Hendrik Persoon (1761-1836), Zuid-Afrikaans mycoloog en botanicus
- Max Perutz (1914-2002), Oostenrijks-Engels biochemicus, deed onderzoek naar de structuur van eiwitten
- Michiel Pesman (1887–1962), Nederlands-Amerikaans landschapsarchitect en botanicus
- Wilhelm Peters (1815-1883), Duits natuurvorser, zoöloog, anatoom en ontdekkingsreiziger
- Barbara Pickersgill (1940), Brits botanica
- Willem Piso (1611-1678), Nederlands arts, botanicus en grondlegger van de tropengeneeskunde
- Jules Émile Planchon (1823-1888), Frans botanicus
- Ronald Plasterk (1957), moleculair geneticus
- Plinius de Oudere (23-79), Romeins geleerde, beschreef natuurverschijnselen
- Timothy Plowman (1944-1989), Amerikaans etnobotanicus
- Charles Plumier (1646-1704), Frans botanicus
- Ghillean Prance (1937), Brits botanicus, tussen 1988 en 1999 directeur van de Royal Botanic Gardens, Kew
- Alec Pridgeon (1950), Brits botanicus die is gespecialiseerd in orchideeën
- August Adriaan Pulle (1878-1955), Nederlands botanicus

## Q
- Hendrik Marius Quanjer (1879-1961), Nederlands fytopatholoog
- Friedrich Otto Gustav Quedenfeldt (1817-1891), Duits entomoloog

## R

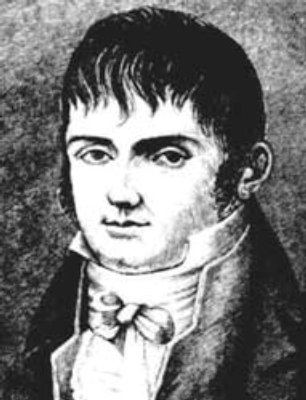
Constantine Samuel Rafinesque-Schmaltz

- Dioscoro Rabor (1911-1996), Filipijns zoöloog en natuurbeschermer.
- Constantine Samuel Rafinesque-Schmaltz (1783-1840), 'homo universalis', onder andere botanicus en zoöloog
- Werner Rauh (1914-2000), Duits botanicus

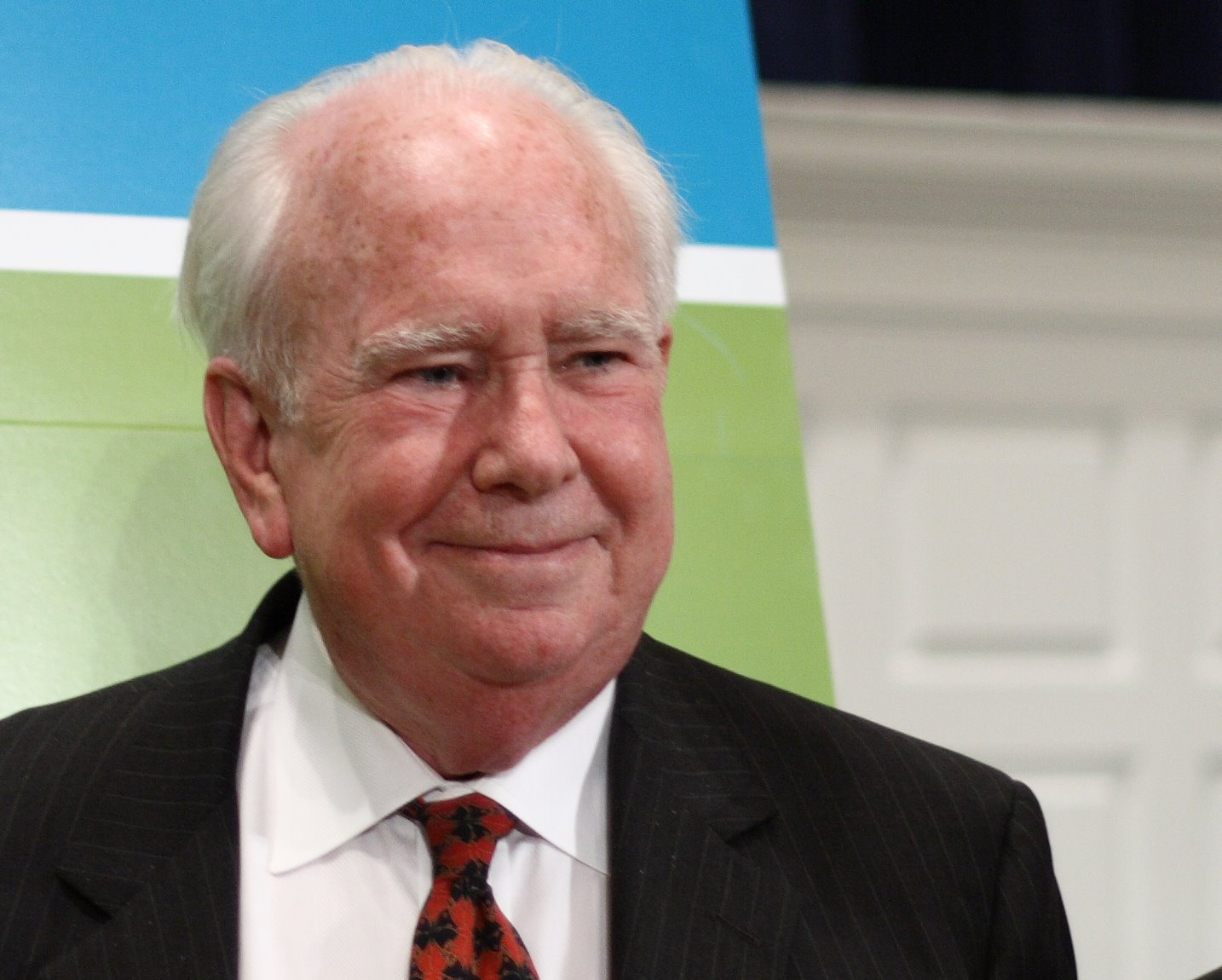
Peter Raven

- Peter Raven (1936), Amerikaanse botanicus, sinds 1971 directeur van de Missouri Botanical Garden
- Francesco Redi (1626-1697), Italiaans arts, bioloog en dichter, toonde als eerste aan dat 'generatio spontanea' (het spontaan ontstaan van leven) niet bestaat
- Pierre Joseph Redouté (1759-1840), Frans botanisch kunstenaar
- Jack Regalado (1962), Amerikaans botanicus
- Heinrich Gottlieb Ludwig Reichenbach (1793-1879), Duits zoöloog en botanicus
- Heinrich Gustav Reichenbach (1824-1889), Duitse botanicus, gespecialiseerd in orchideeën
- Caspar Georg Carl Reinwardt (1773-1854), Nederlands botanicus
- Heinz Rennenberg (1949), Duits botanicus
- Susanne Renner (1954), Duits botanica
- Ed Ricketts (1897–1948), Amerikaans, marien bioloog, ecoloog en filosoof
- Jan Ritzema Bos (1850-1928), Nederlands fytopatholoog, grondlegger van de plantenziektenkunde in Nederland
- Martyn Rix (1943), Brits botanicus, plantenverzamelaar, tuinier en huidig redacteur van Curtis's Botanical Magazine
- Harold Robinson (1932), Amerikaans botanicus
- Joseph Rock (1884-1962), Amerikaans-Oostenrijks antropoloog en botanicus
- João Barbosa Rodrigues (1842-1909), Braziliaans botanicus
- Camillo Róndani (1808-1879), Italiaans entomoloog
- Marc van Roosmalen (1947), primatoloog
- Amy Rossman (1946), Amerikaanse mycologe
- Frank Round (1927–2010),  Brits fycoloog, gespecialiseerd in de ecologie en systematiek van diatomeeën
- Adriaan van Royen (1704-1779), Nederlands arts en botanicus
- David van Royen (1727-1799), Nederlands arts en botanicus
- Paula Rudall (1953), Brits botanica, gespecialiseerd in micromorfologie van planten
- Per Axel Rydberg (1860-1931), Zweeds-Amerikaans botanicus
- Henry Hurd Rusby (1855-1940), Amerikaans botanicus
- Martin Rutten (1910-1970), Nederlands geoloog en bioloog, deed onderzoek naar foraminifera

## S
- José da Costa Sacco (1930), Braziliaans botanicus
- Jonas Salk, (1914-1995), Amerikaans medicus, ontdekker van het vaccin tegen polio

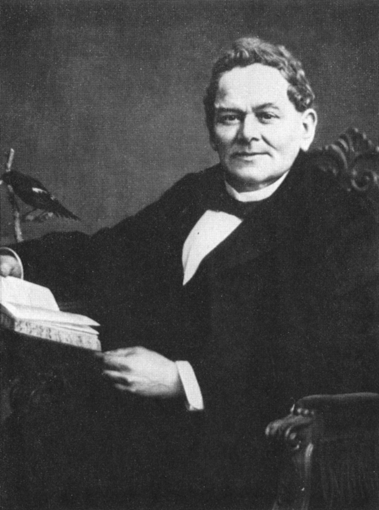
Hermann Schlegel

- Jozef van Salm-Reifferscheid-Dyck (1773-1861), Duits botanicus
- Robert Samson (1946), Nederlands mycoloog
- Gerard Sandifort (1779-1848), Nederlands anatoom, die zich ook met plantkunde bezighield
- Henri de Saussure (1829-1905), Zwitsers entomoloog
- Vincent Savolainen (1966), Zwitsers botanicus
- Joop Schaminée (1957), Nederlands vegetatiekundige
- Oscar Scheibel (1881-1953), Duits entomoloog
- Arie Scheygrond (1905-1996) was een Nederlands bioloog, docent en historicus
- Abraham Schierbeek (1887-1974), bioloog, docent, initiatiefnemer van het Meijendel-onderzoek
- Hans Schinz (1858-1941), Zwitsers botanicus
- Hermann Schlegel (1804-1884), Duits ornitholoog
- Matthias Jacob Schleiden (1804-1881), Duits bioloog, bekend geworden door zijn celtheorie
- Anne Schot (1966), botanicus en taxonoom
- Matthijs Schouten (1952), ecoloog en filosoof, hoogleraar in Wageningen en Cork (Ierland)
- Stuart L. Schreiber (1956), Amerikaans pionier in de chemische biologie
- Giovanni Antonio Scopoli (1723-1788), Italiaans-Oostenrijks arts en bioloog
- Ole Seberg (1952), Deens botanicus
- Emil Selenka (1842-1902), Duits zoöloog, onderzocht ongewervelden en de embryologie van zoogdieren
- Margarethe Selenka (1860-1922), Duits antropologe, onderzocht mensapen
- Karlheinz Senghas (1928-2004), Duits botanicus die was gespecialiseerd in orchideeën
- Paul Sereno (1957), Amerikaans paleontoloog
- Henry Shaw (1800-1889), Amerikaans botanicus, oprichter van de Missouri Botanical Garden
- William Sherard (1659-1728), Engels botanicus
- Forrest Shreve (1878-1950), Amerikaans botanicus
- Neil Shubin (1960), Amerikaans paleontoloog
- Philipp Franz von Siebold (1796-1866 ), Duits arts en botanicus, de eerste westerling die in Japan westerse geneeskunde doceerde
- John Sims (1749-1831), Brits botanicus
- John Kunkel Small (1869-1938), Amerikaans botanicus
- Erik Smets (1957), Vlaams botanicus, wetenschappelijk directeur van het Nationaal Herbarium Nederland
- Johannes Jacobus Smith (1867-1947), Nederlands botanicus
- Matilda Smith (1854-1926), Brits botanica en illustratrice
- Johannes Snippendaal (1616-1670), Nederlands botanicus
- Laurence Skog (1943), Amerikaans botanicus, gespecialiseerd in de plantenfamilie Gesneriaceae
- Carl Skottsberg (1880-1963), Zweeds botanicus
- Daniel Solander (1733-1782), Zweeds botanicus
- Douglas Soltis (1953), Amerikaans botanicus en evolutiebioloog
- Pamela Soltis (1957), Amerikaans botanicus en evolutiebioloog
- Robert Soreng (1952), Amerikaans botanicus
- Lazzaro Spallanzani (1729-1799) Italiaans bioloogLazzaro Spallanzani

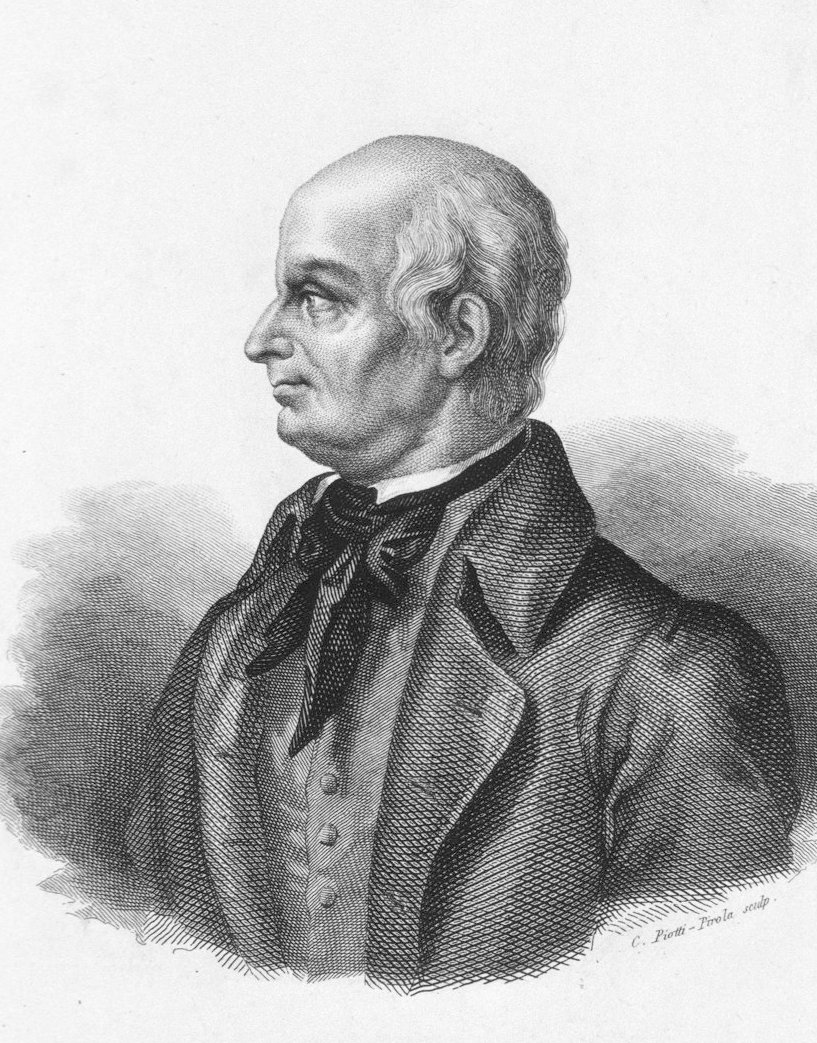
Lazzaro Spallanzani

- Johann Baptist von Spix (1781-1826), Duits bioloog
- Richard Spruce (1817-1893), Engels botanicus
- Johannes van Staden (1939), Zuid-Afrikaans botanicus
- Joost Stalpers (1947), Nederlands mycoloog
- Wendell Meredith Stanley (1904-1971), Amerikaans biochemicus en viroloog, isoleerde als eerste het nucleoproteïne van een virus
- Cornelis van Steenis (1901-1986), Nederlands botanicus
- Maria van Steenis-Kruseman (1904-1999), botanicus
- Julian Alfred Steyermark (1909-1988), Amerikaans botanicus
- Theodoor Jan Stomps (1885-1973), Nederlands botanicus
- Wolfgang Stuppy (1966), Duits botanicus, gespecialiseerd in zaadmorfologie
- Seirian Sumner (1974), entomoloog, hoogleraar University College, Londen
- Willem Frederik Reinier Suringar (1832-1898), Nederlands botanicus
- Tony Swain (1922-1987), Brits fytochemicus
- Monkombu Swaminathan (1925-2023), Indiaas bioloog, geneticus, landbouwkunduge en voorzitter van de IUCN
- Jan Swammerdam (1637–1680), Nederlands entomoloog en fysioloog
- Richard Synge (1914-1994), Engels biochemicus, mede-ontdekker van partitiechromatografie
- Kenneth Sytsma (1954), Amerikaans botanicus
- Albert Szent-Györgyi (1893-1986) Hongaars fysioloog, ontdekker vitamine C, Nobelprijs 1937

## T
- Alethea Tabor, chemisch bioloog

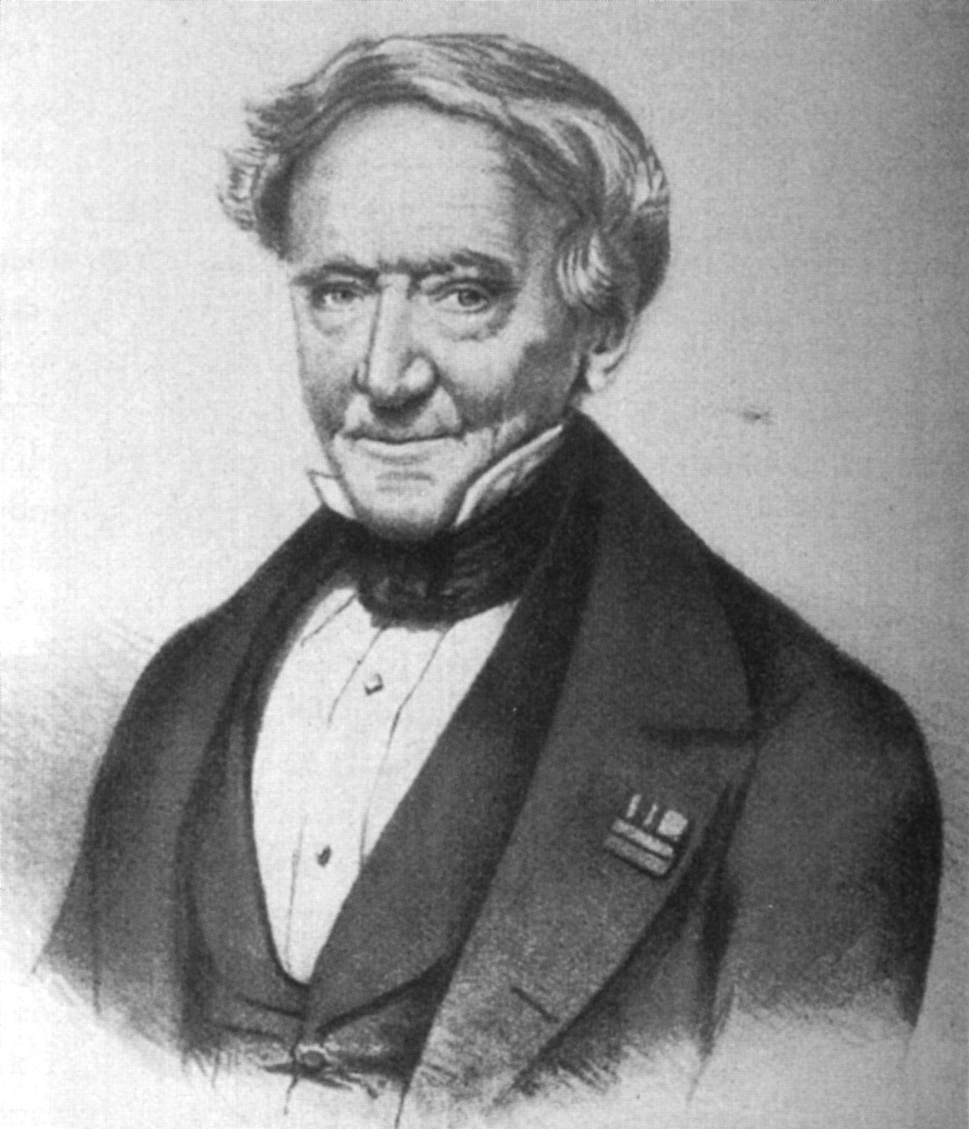
Coenraad Jacob Temminck

- Armen Takhtajan (1910-2009), Russisch-Armeens botanicus, fytotaxonoom
- Arthur Tansley (1871-1955), Brits botanicus en ecoloog
- George Taylor (1904-1993), Brits botanicus, directeur (1956-1971) Royal Botanic Gardens, Kew
- Johannes Elias Teijsmann (1808-1882), Nederlands botanicus, hortulanus en ontdekkingsreiziger
- Coenraad Jacob Temminck (1778-1858), Nederlands zoöloog, eerste directeur van het Rijksmuseum van Natuurlijke Historie, Leiden
- Herman Teunissen (1914-1992), Nederlands arts en entomoloog
- Theophrastus (circa 371-287 v.Chr.), leerling van Aristoteles, beschouwd als de eerste botanicus
- Jac. P. Thijsse (1865-1945), Nederlands onderwijzer, schrijver en natuurbeschermer
- Oldfield Thomas (1858-1929), Brits zoöloog
- Carl Peter Thunberg (1743-1828), Zweeds bioloog, die belangrijke bijdragen leverde aan de kennis van de flora van Zuid-Afrika en van Japan
- Luuk Tinbergen (1915-1955), Nederlands zoöloog, vooral werkzaam als ornitholoog, hoogleraar in Groningen
- Niko Tinbergen (1907-1988), Nederlands bioloog, vooral belangrijk als etholoog
- Arne Tiselius (1902-1971), Zweeds biochemicus, bestudeerde elektroforese bij eiwitten
- Alexander Todd (1907-1997), Schots biochemicus, onderzoeker van de bouwstenen van DNA
- Philip Barry Tomlinson (1932), Amerikaans botanicus
- John Torrey (1796-1873), Amerikaans botanicus
- Joseph Pitton de Tournefort (1656-1708), Frans botanicus
- William Trelease (1857-1945), Amerikaans botanicus en entomoloog, directeur (1889-1912) Missouri Botanical Garden
- Melchior Treub (1851-1910), Nederlands botanicus, directeur van 's Lands Plantentuin te Bogor (Buitenzorg, Java)
- José Jéronimo Triana (1834-1890), Colombiaans botanicus
- Alan Turing (1912-1954), Brits wiskundige, computerpionier, informaticus, mathematisch bioloog en logicus
- Nicholas Turland (1966), Amerikaans botanicus
- Kirsten ten Tusscher (1976), Nederlands computationeel bioloog
- Torbjörn Tyler, Zweeds botanicus

## U

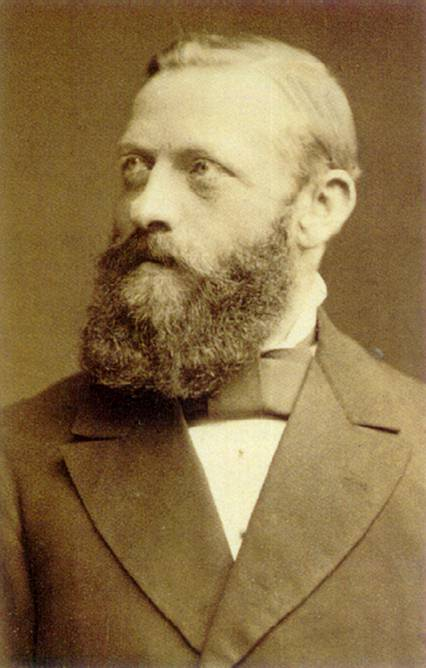
Ignatz Urban

- Carmen Ulloa Ulloa (1963), Amerikaans-Ecuadoraans botanica
- Torsten Ulmer (1970), Duits botanicus, specialisatie Passiflora
- Ignatz Urban (1848-1931), Duits botanicus

## V
- Christine Van Broeckhoven (1953), Belgisch moleculair biologe
- John Vanderplank, Brits botanicus
- John Robert Vane (1927-2004), Engels farmacoloog en biochemicus, deed onderzoek naar de werking van aspirine
- Francisco Varela (1946-2001), Chileens bioloog en filosoof
- Nikolai Vavilov (1887-1943), Russisch bioloog en plantenveredelaar
- Frans Vera (1949), Nederlands bioloog en natuurbeschermer
- Bernard Verdcourt (1925), Brits botanicus
- Rob Verpoorte (1946), Nederlands apotheker en botanicus die zich heeft gespecialiseerd in de fytochemie en de farmacognosie
- Andreas Vesalius (1514-1564), Brussels anatoom, vader van de moderne anatomie
- Louise Vet (1954), Nederlands bioloog en ecoloog
- Vincent du Vigneaud (1901-1978), Amerikaans biochemicus, bekend om zijn onderzoek naar zwavelverbindingen
- Fabio Augusto Vitta, Braziliaans botanicus
- Ed de Vogel (1942-2021), Nederlands, bioloog, orchideeënkenner
- Art Vogel (1949-2020), Nederlandse botanicus en hortulanus
- Karel Voous (1920-2002), Nederlands bioloog, ornitholoog en hoogleraar VU Amsterdam
- Freek Vonk (1983), Nederlands evolutiebioloog, herpetoloog, televisiepresentator en hoogleraar
- Hugo de Vries (1848-1935), Nederlands bioloog, een van de herontdekkers van de erfelijkheidswetten van Gregor Mendel
- Willem Hendrik de Vriese (1806-1862), Nederlands botanicus, directeur van de Hortus botanicus Leiden

## W

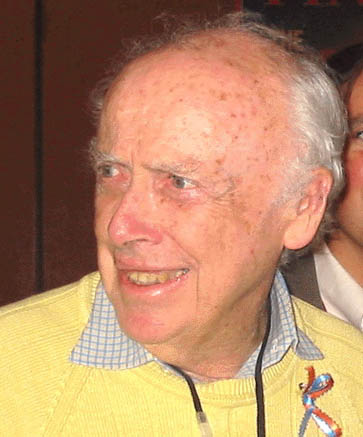
James Watson

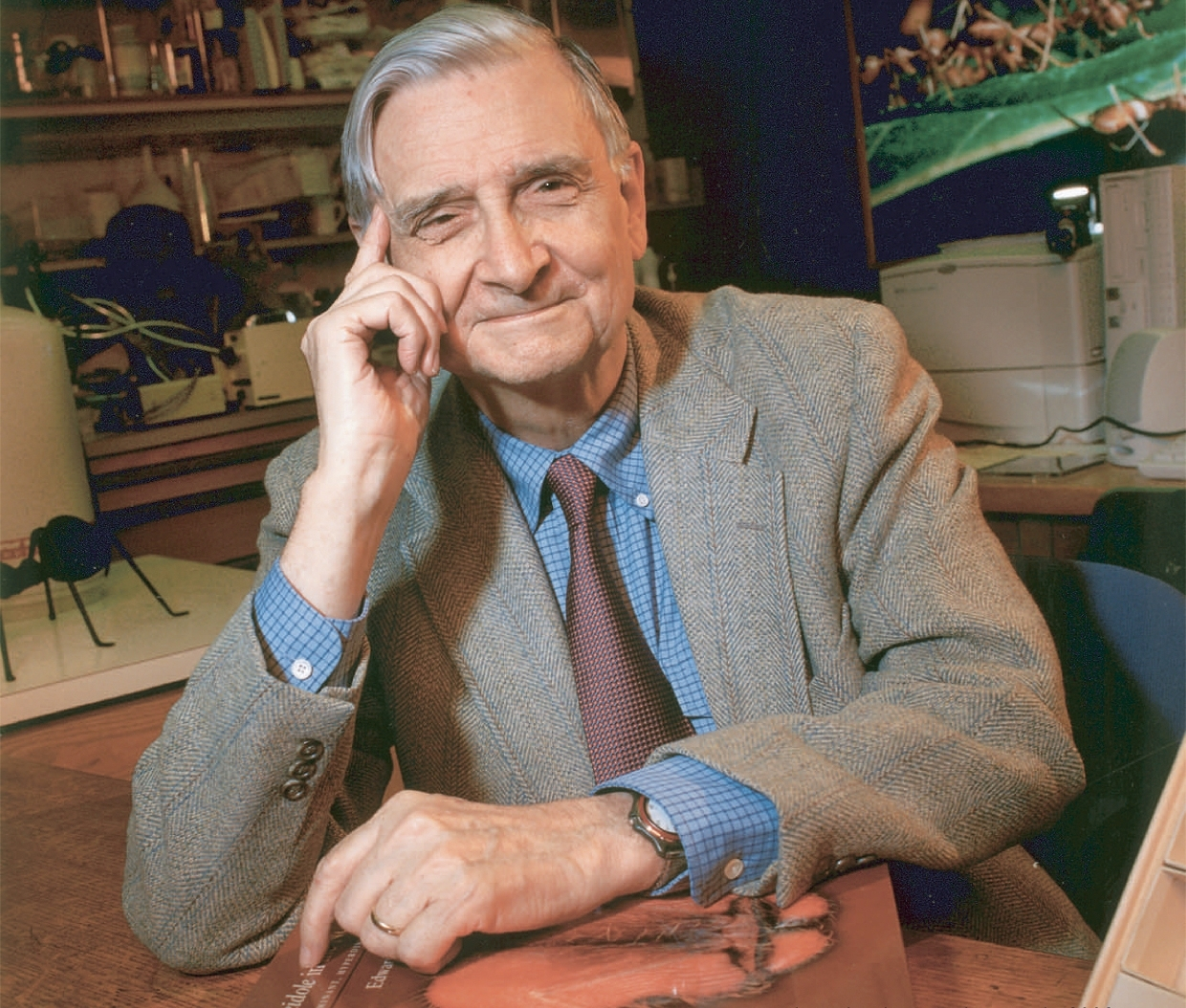
Edward O. Wilson

- Frans de Waal (1948-2024), Nederlands bioloog, gespecialiseerd in de primatologie en de ethologie
- Johann Andreas Wagner (1797-1861), Duits paleontoloog, zoöloog en archeoloog
- Warren L. Wagner (1950), Amerikaans botanicus
- Lord Walden (1824-1878), Schots ornitholoog
- Alfred Russel Wallace (1823-1913), Brits natuuronderzoeker, geograaf, antropoloog, entomoloog en bioloog, stelde onafhankelijk van Charles Darwin de theorie van evolutie door natuurlijke selectie op
- Otto Warburg (1859-1938), Duits botanicus
- Dieter Wasshausen (1938), Amerikaans botanicus
- Frank Wassenberg (1966), bioloog en politicus
- Tjalling Waterbolk (1924-2020), bioloog, palynoloog, archeoloog en hoogleraar in Groningen
- James D. Watson (1928), Amerikaans bioloog, mede-ontdekker van de structuur van het DNA
- William Watson (1715-1787), Engels botanicus en arts, vooral bekend geworden door zijn werk op het gebied van elektriciteit
- Anna Weber-van Bosse (1852-1942), Nederlands bioloog, algoloog en plantkundige
- Maximilian Weigend (1969), Duits botanicus
- Kurt Wein (1883-1968), Duits botanicus
- Julius Weise (1844-1925), Duits entomoloog
- August Weismann (1834-1914), Duits evolutiebioloog
- Frits Went (F.A.F.C. Went) (1863-1935), Nederlands botanicus, hoogleraar te Utrecht
- Frits Warmolt Went (1903-1990), Nederlands/Amerikaans bioloog en fytopatholoog
- Henk van der Werff (1946), Nederlands botanicus
- Marga Werkhoven (1946), Nederlands-Surinaams botanica, werkzaam bij het Nationaal Herbarium van Suriname
- Rembertus Westerhoff (1801-1874), Nederlands botanicus
- Victor Westhoff (1916-2001), Nederlands bioloog, bekend door zijn bijdragen aan de vegetatiekunde en de natuurbescherming
- Richard Wettstein (1863-1931), Oostenrijks botanicus en plantensystematicus
- Koos Wiebes (1931-1999), Nederlands entomoloog en evolutionair bioloog
- Richard Willstätter (1872-1942), Duits biochemicus en analytisch chemicus, deed onderzoek naar chlorofyl en was een van de ontwikkelaars van papierchromatografie
- Adolf Otto Reinhold Windaus (1876-1959), Duits biochemicus, deed onderzoek naar vitaminen en steroïden
- Robert Harding Whittaker (1920-1980), Amerikaans ecoloog en taxonoom, maakte een onderverdeling van alle organismen in vijf rijken
- Ira Loren Wiggins (1899-1987), Amerikaans botanicus
- Onno Wijnands (1945-1993), Nederlands botanicus
- George C. Williams (1926-2010), Amerikaans evolutiebioloog
- Edward O. Wilson (1929), Amerikaans bioloog, een van de grondleggers van de sociobiologie
- Percy Wilson (1879-1944), Amerikaans botanicus
- Henny van der Windt (1955), Nederlands bioloog
- Klaus Winter, Duits botanicus
- Hendrik Cornelis Dirk de Wit (1909-1999), Nederlands botanicus
- Pierre de Wit (1950), Nederlands botanicus, gespecialiseerd in moleculaire fytopathologie en plant-microbe-interacties
- Carl Woese (1928-2012), Amerikaanse microbioloog
- Sewall Wright (1889-1988), Amerikaans geneticus en evolutiebioloog
- Braam van Wyk (1952), Zuid-Afrikaans botanicus, gespecialiseerd in de flora van zuidelijk Afrika

## Z
- Waldo Heliodoor Zagwijn (1928-2018), Nederlands paleobotanicus en stratigraaf
- Bernard Otto van Zanten (1927-2025), Nederlands bryoloog
- Wim van Zeist (1924–2016), Nederlands bioloog, archeobotanicus en palynoloog
- Walter Zimmermann (1892-1980), Duitse botanicus, evolutionair bioloog
- Scott Zona (1959), Amerikaans botanicus die is gespecialiseerd in palmen
- Ben Zonneveld (1940), botanicus en geneticus